# Art animalier
L'art animalier est une forme d'art plus ou moins figuratif, décoratif et/ou symbolique, dans laquelle le thème principal est un animal, ou des animaux.
Les premières formes artistiques peintes et dessinées par l'homme (dites rupestre) comportent de nombreuses figure d'animaux préhistoriques. L'art animalier est ensuite représenté par des hiéroglyphes, des sceaux, des monnaies, des décorations murales, des tissus, des vêtements, des tatouages, des totems…

## Préhistoire

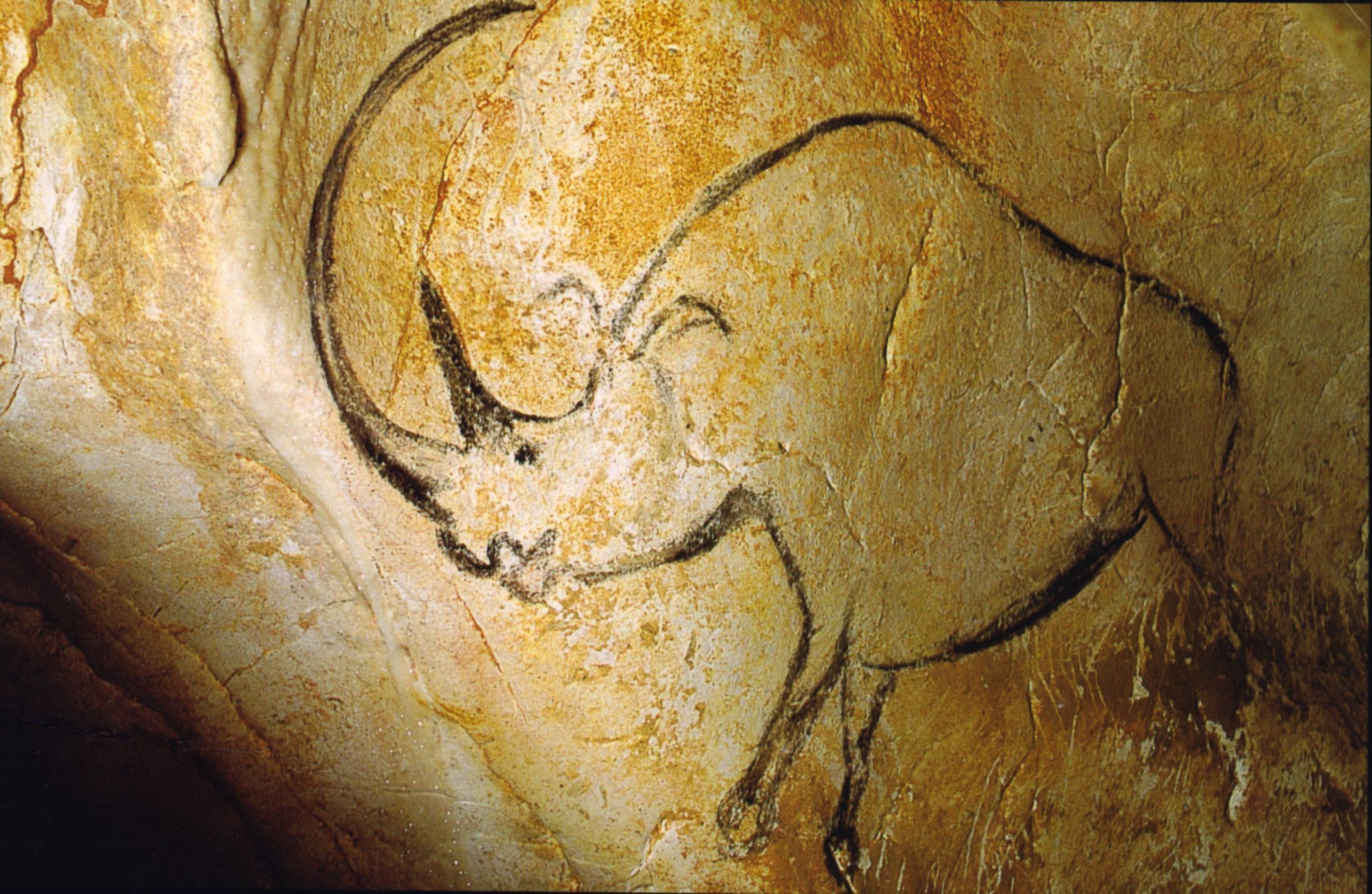
Rhinocéros laineux (fresque pariétale,  grotte Chauvet).
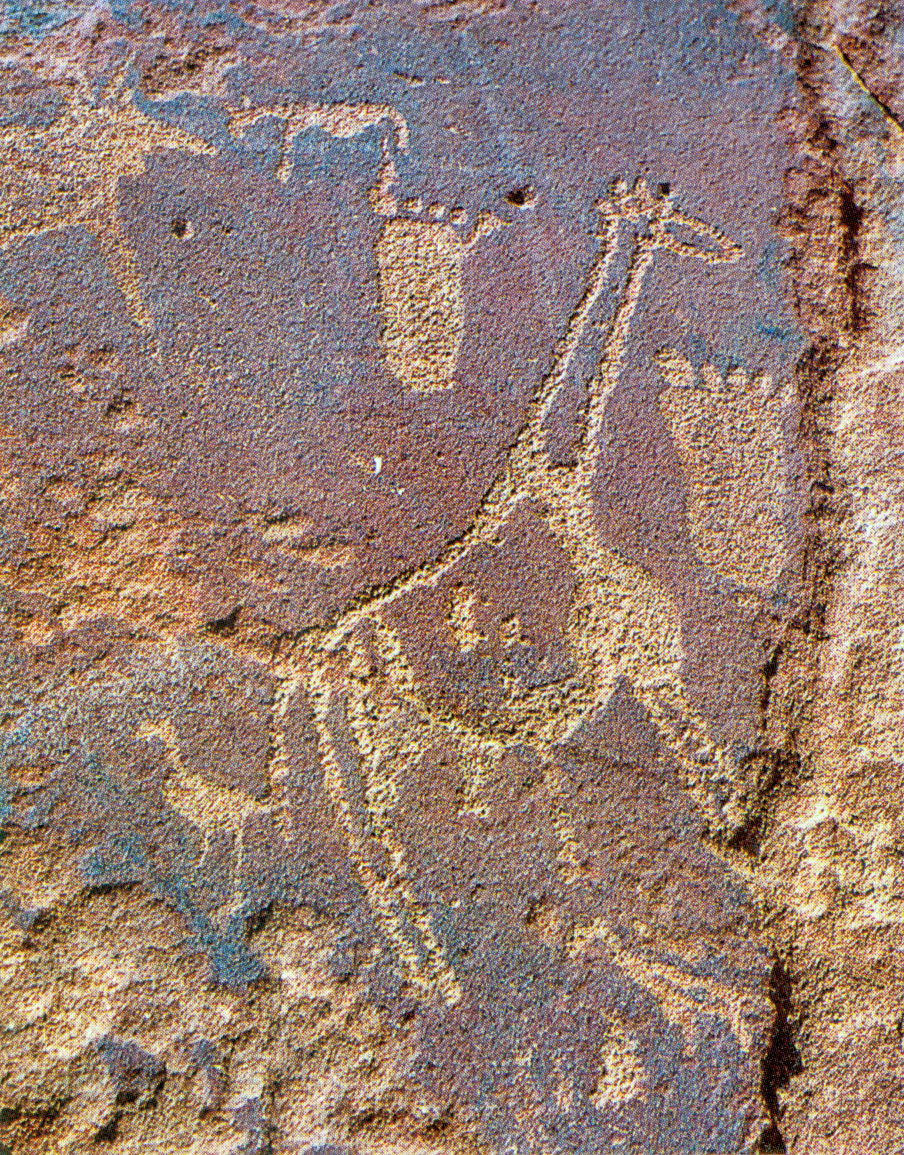
Girafes (art rupestre du Sahara).
Faon aux oiseaux, propulseur, Magdalénien.
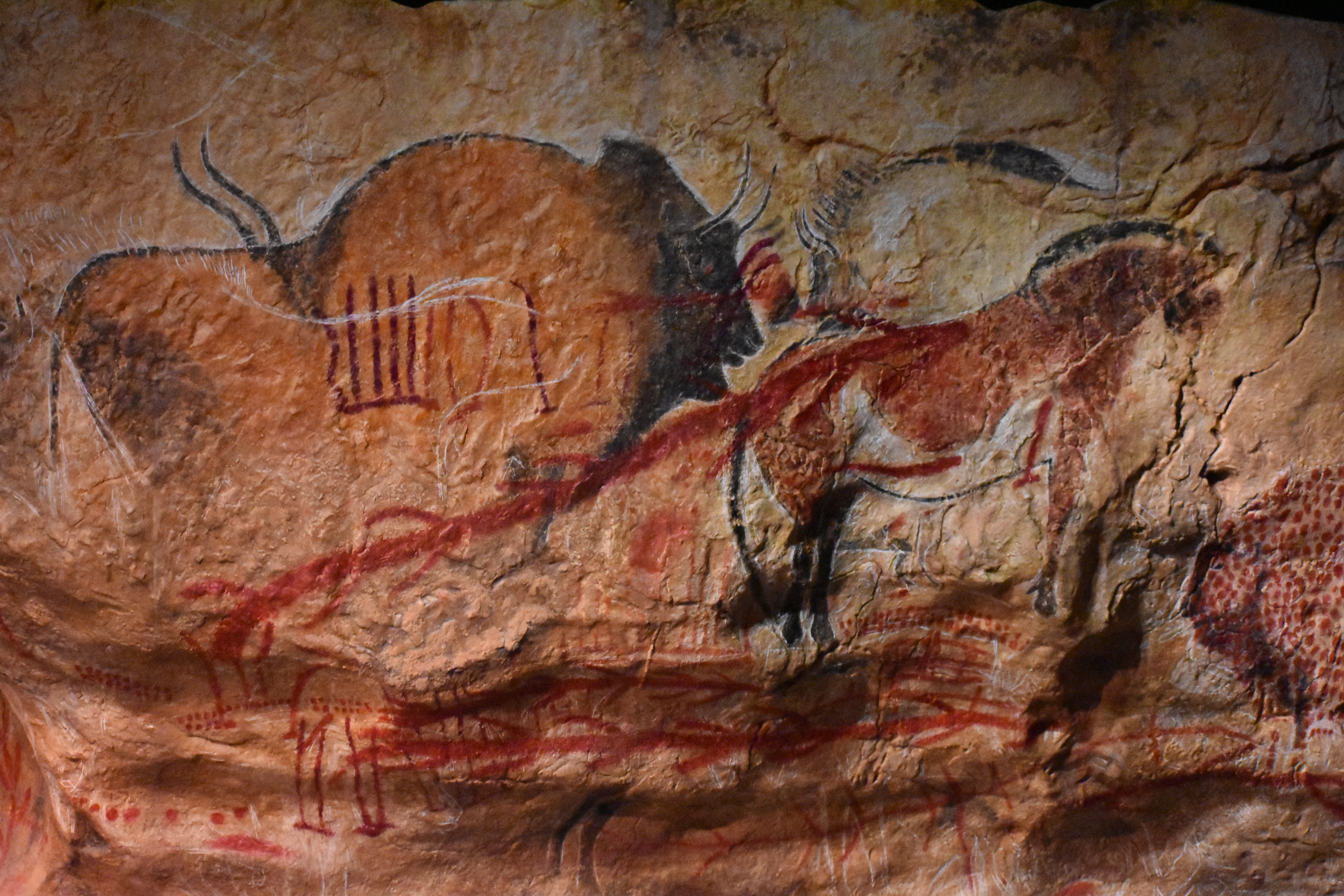
Bison et cheval, Grotte de Marsoulas (Magdalénien, 15 000 ans)

## Europe

### Art minoen

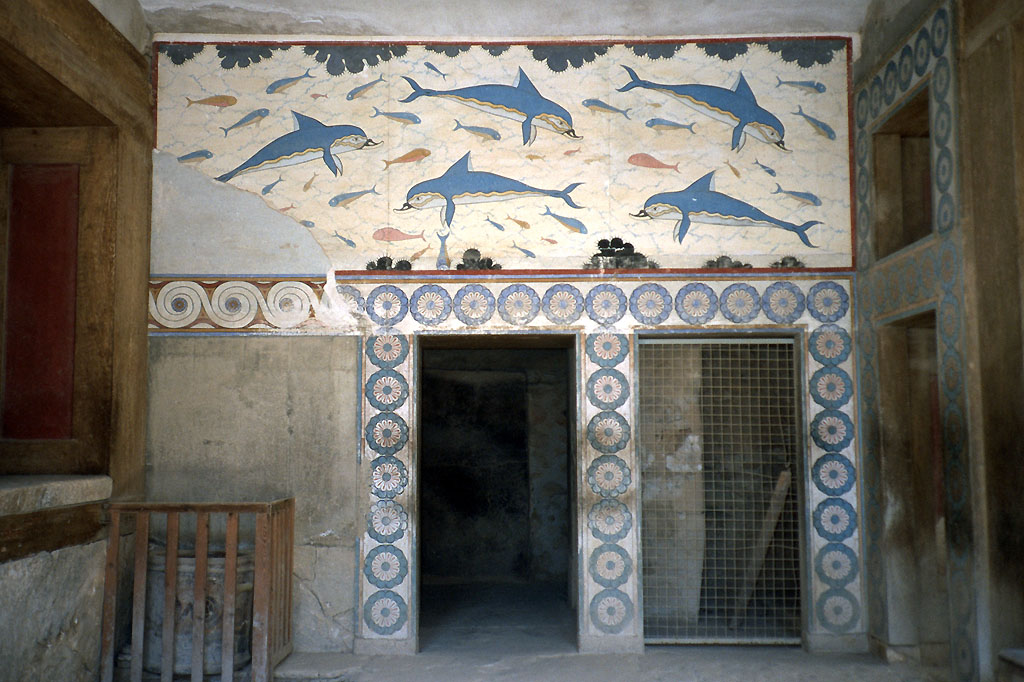
Dauphins et poissons, art minoen, Knossos
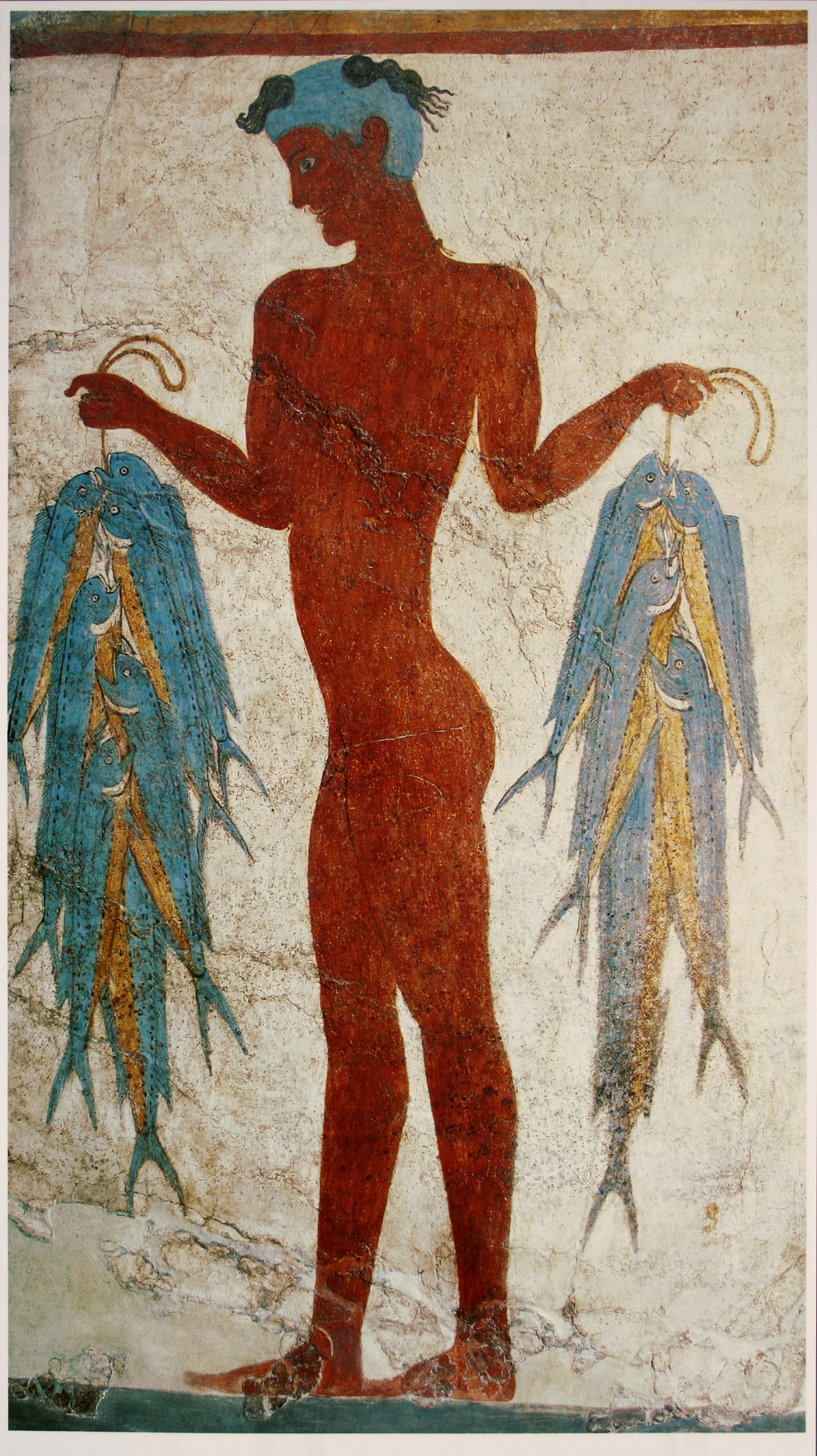
Le pêcheur aux coryphènes, Akrotiri, Santorin
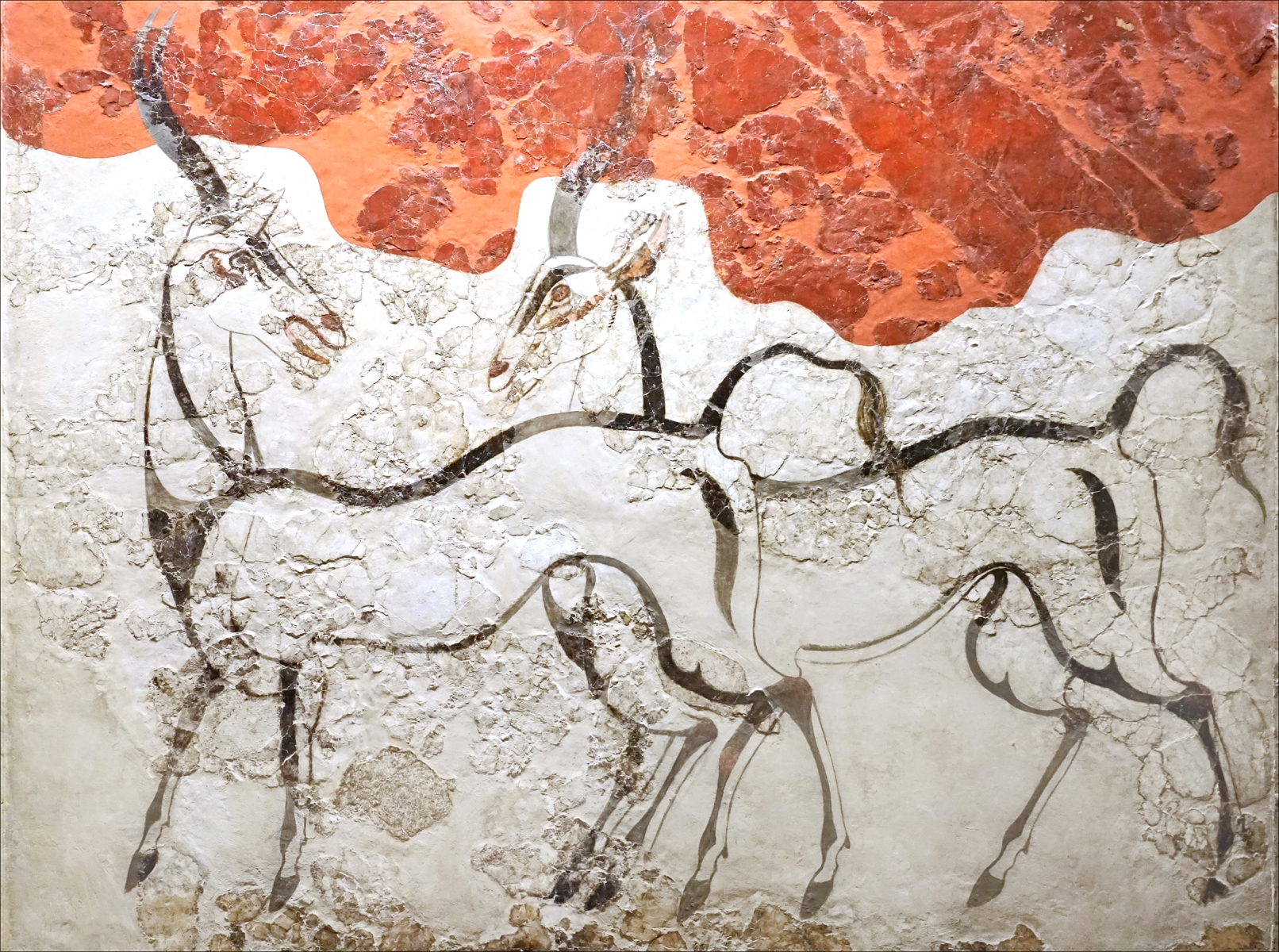
Antilopes, Akrotiri
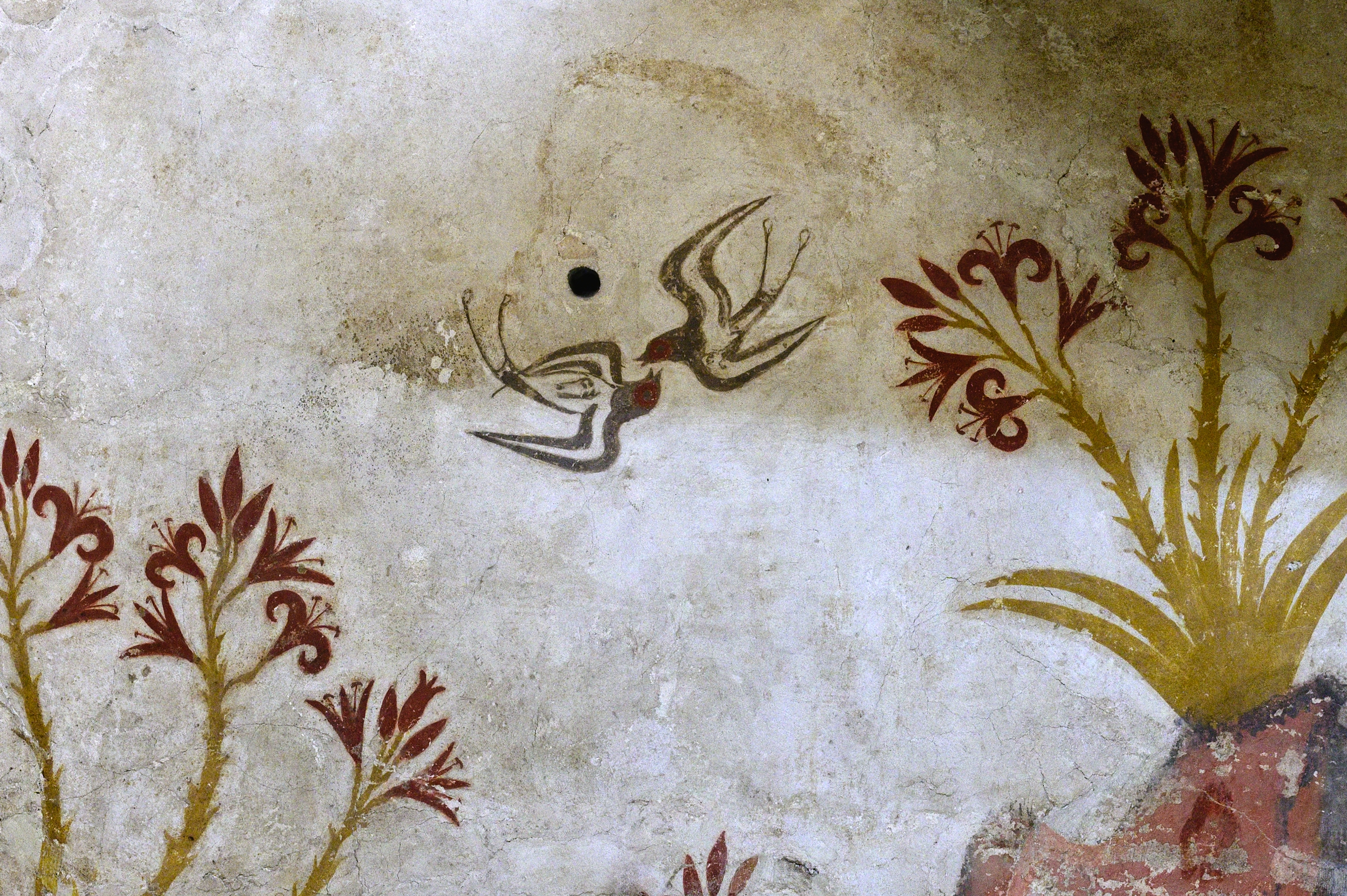
Couple d'hirondelles rustiques, Akrotiri
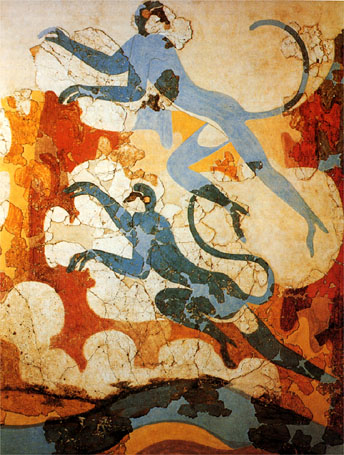
Magots, Akrotiri

### Art gréco-romain

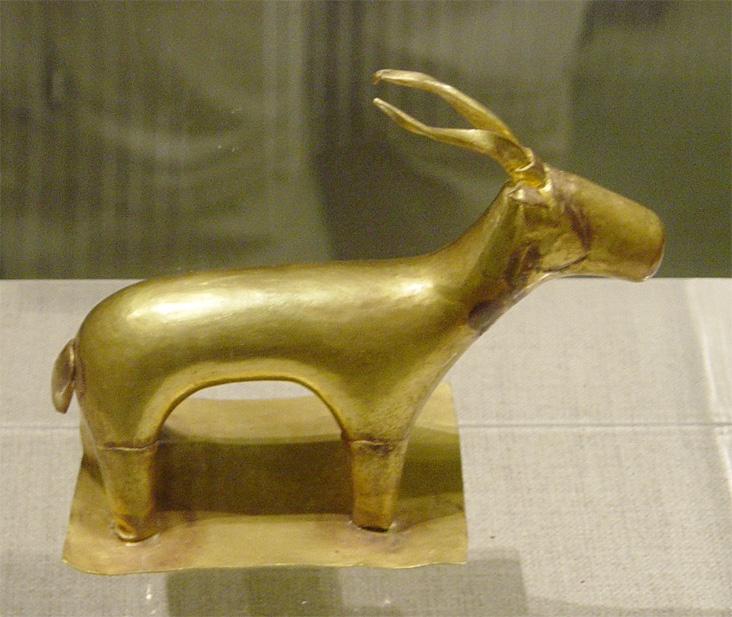
Ibex, art cycladique
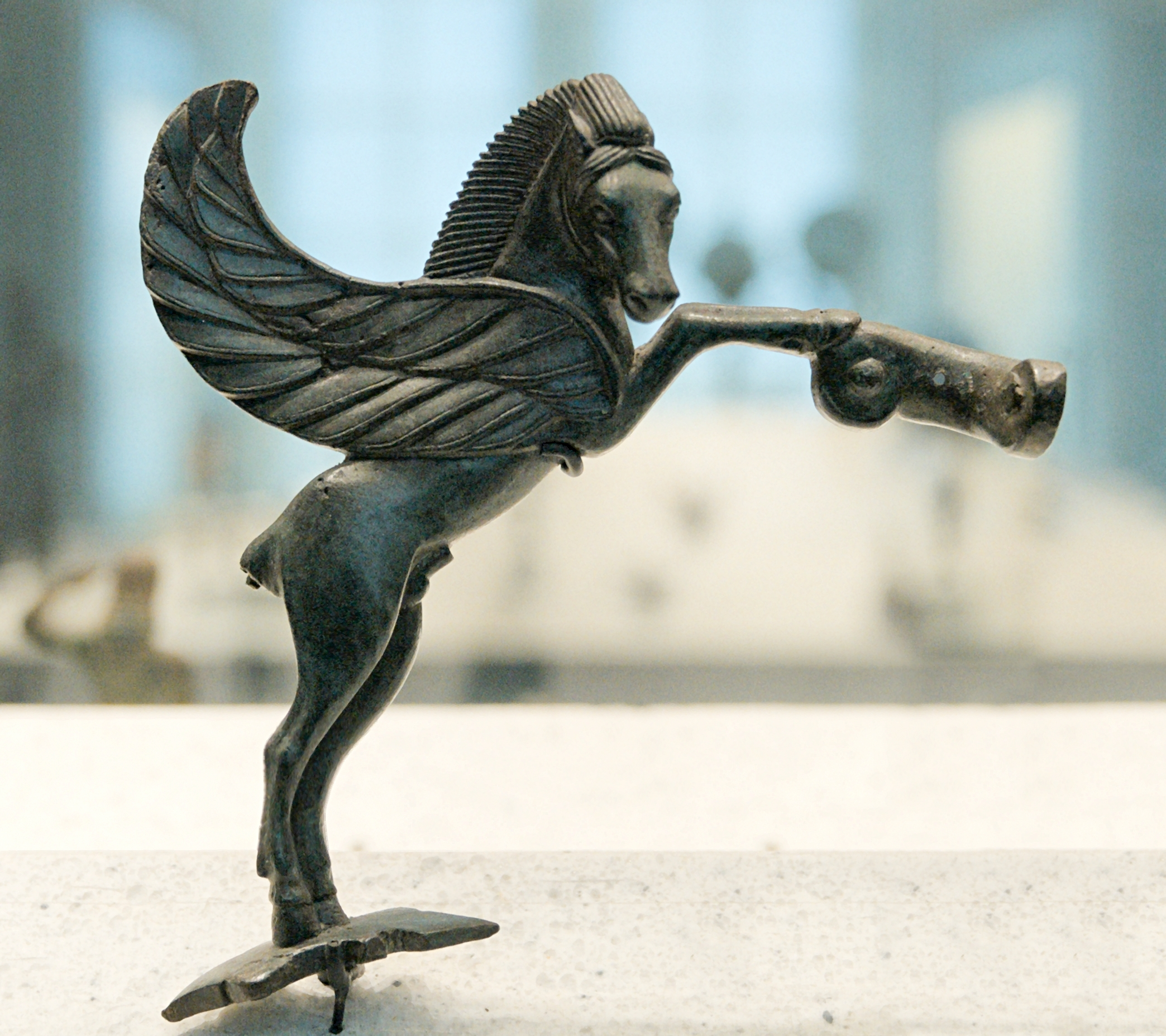
Cheval ailé, VIe siècle av. J.-C., Grèce
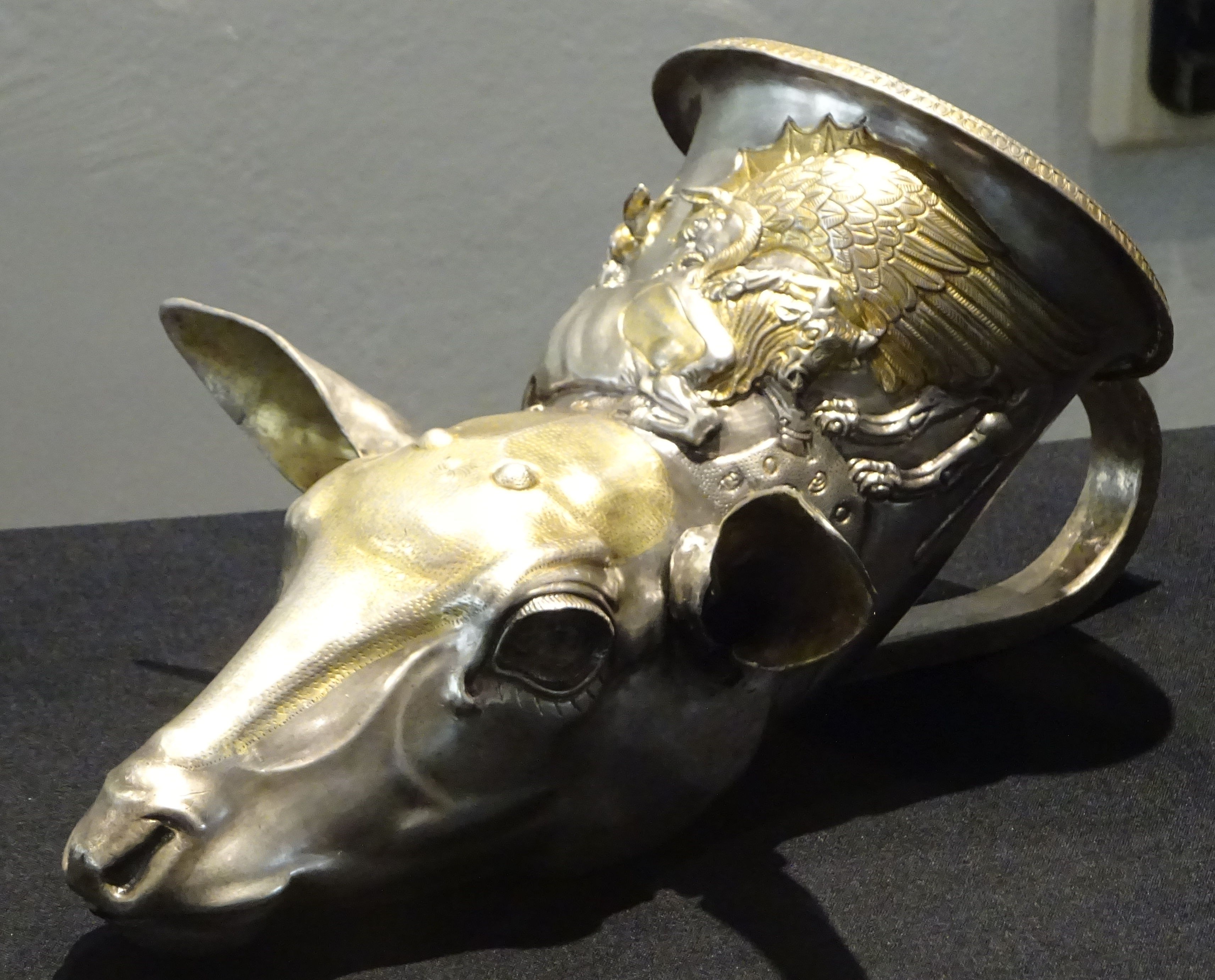
Rhyton, IVe siècle av. J.-C.
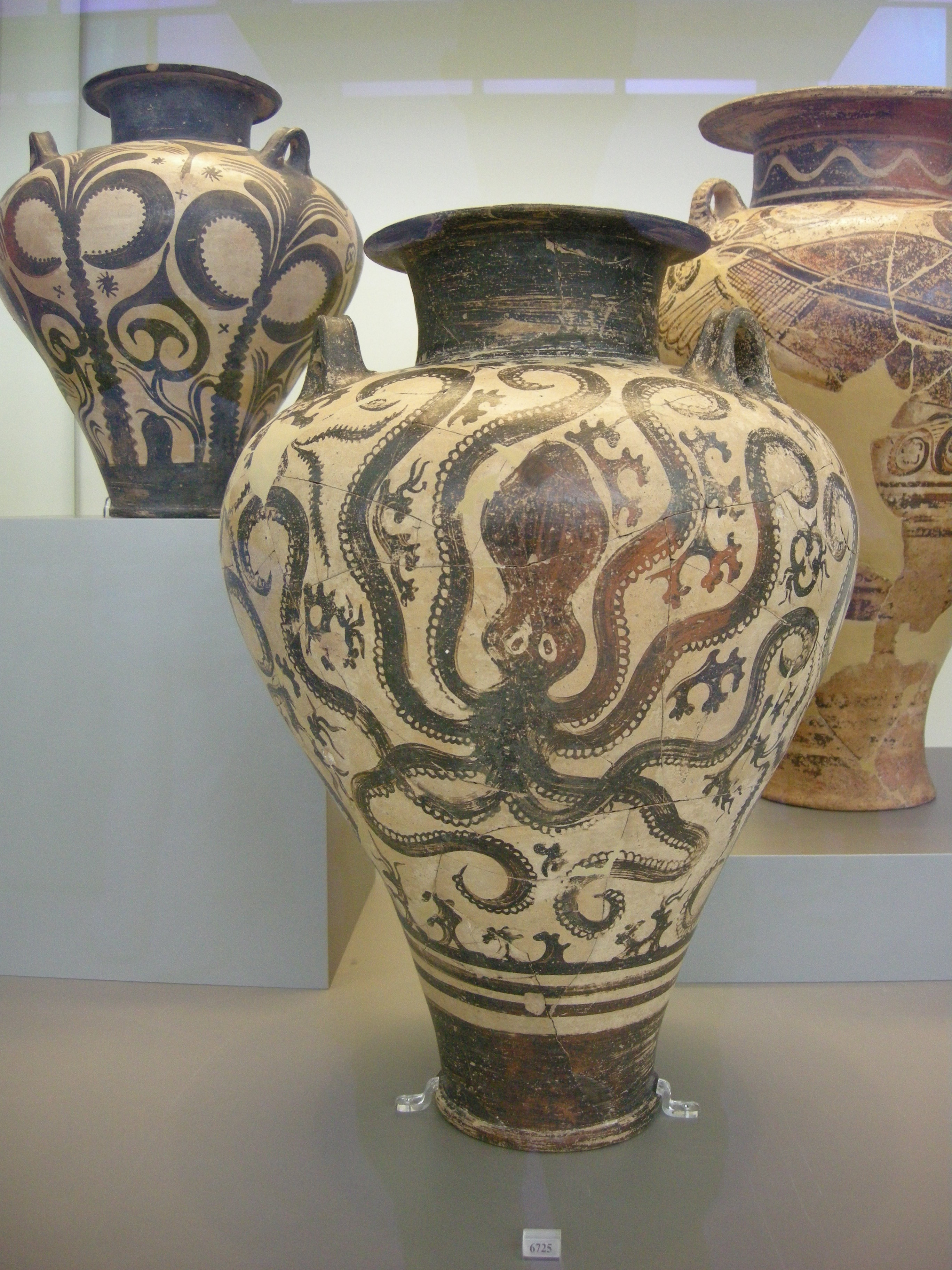
Poulpe mycénien d'Argolide (Musée d'Athènes)
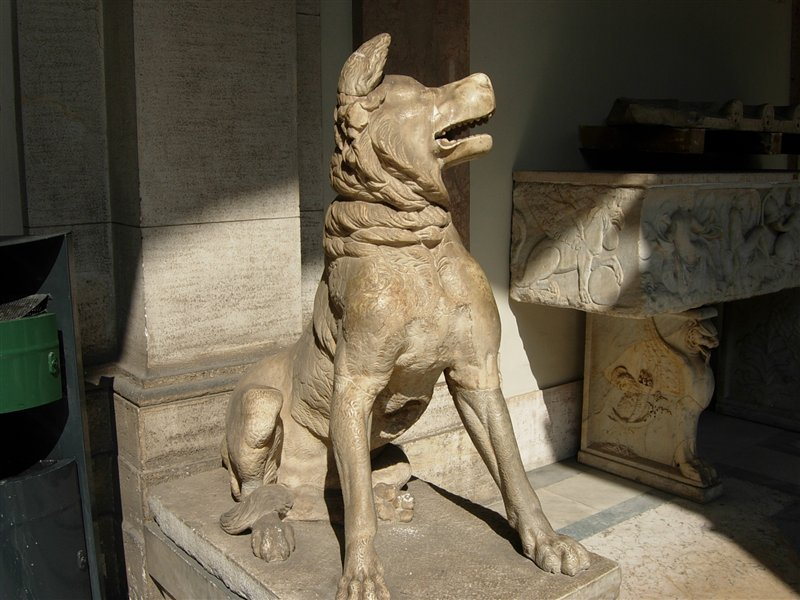
Chien, art hellénistique
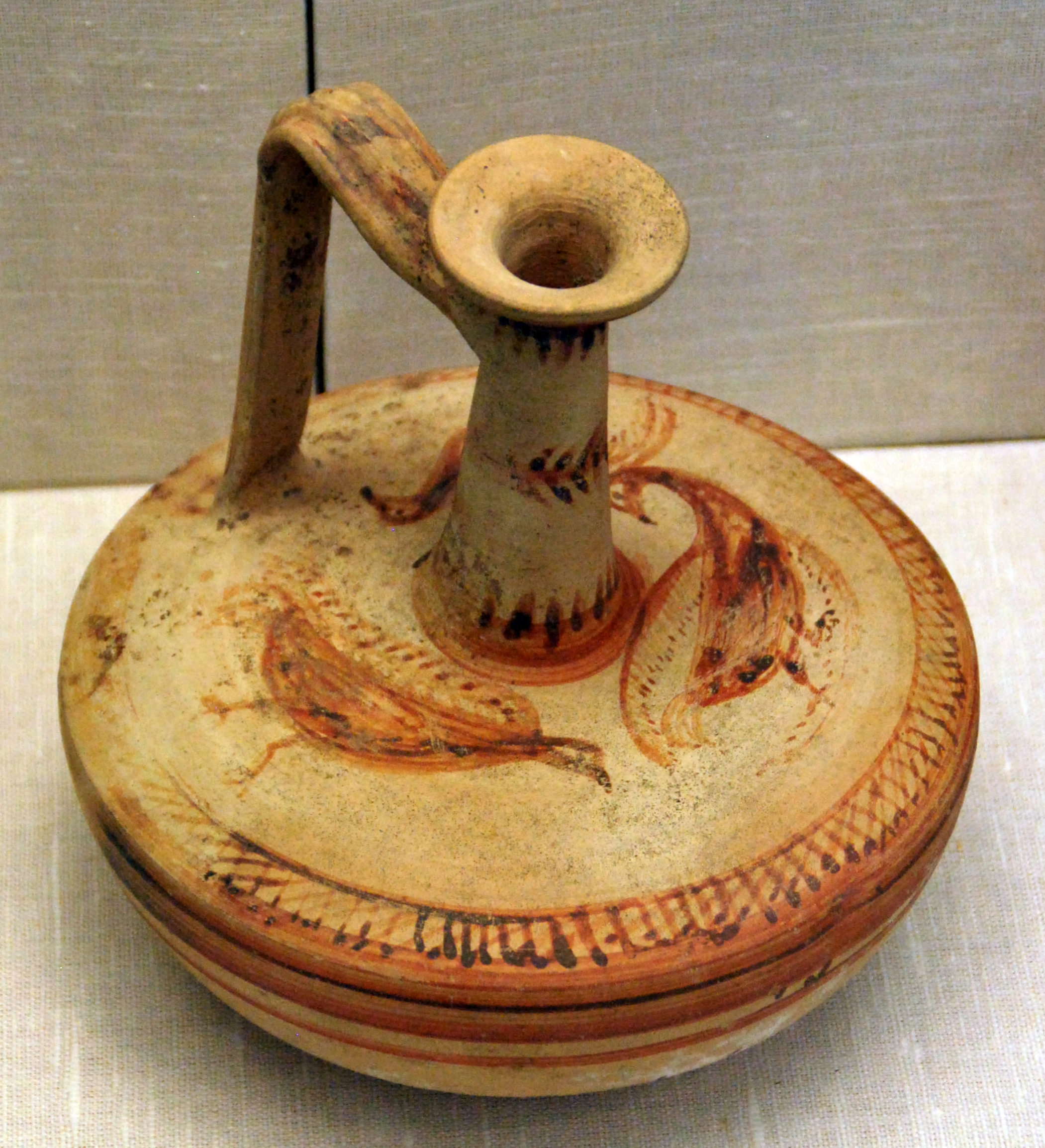
Oiseaux sur un skyphos de Chypre, IIe siècle av. J.-C.
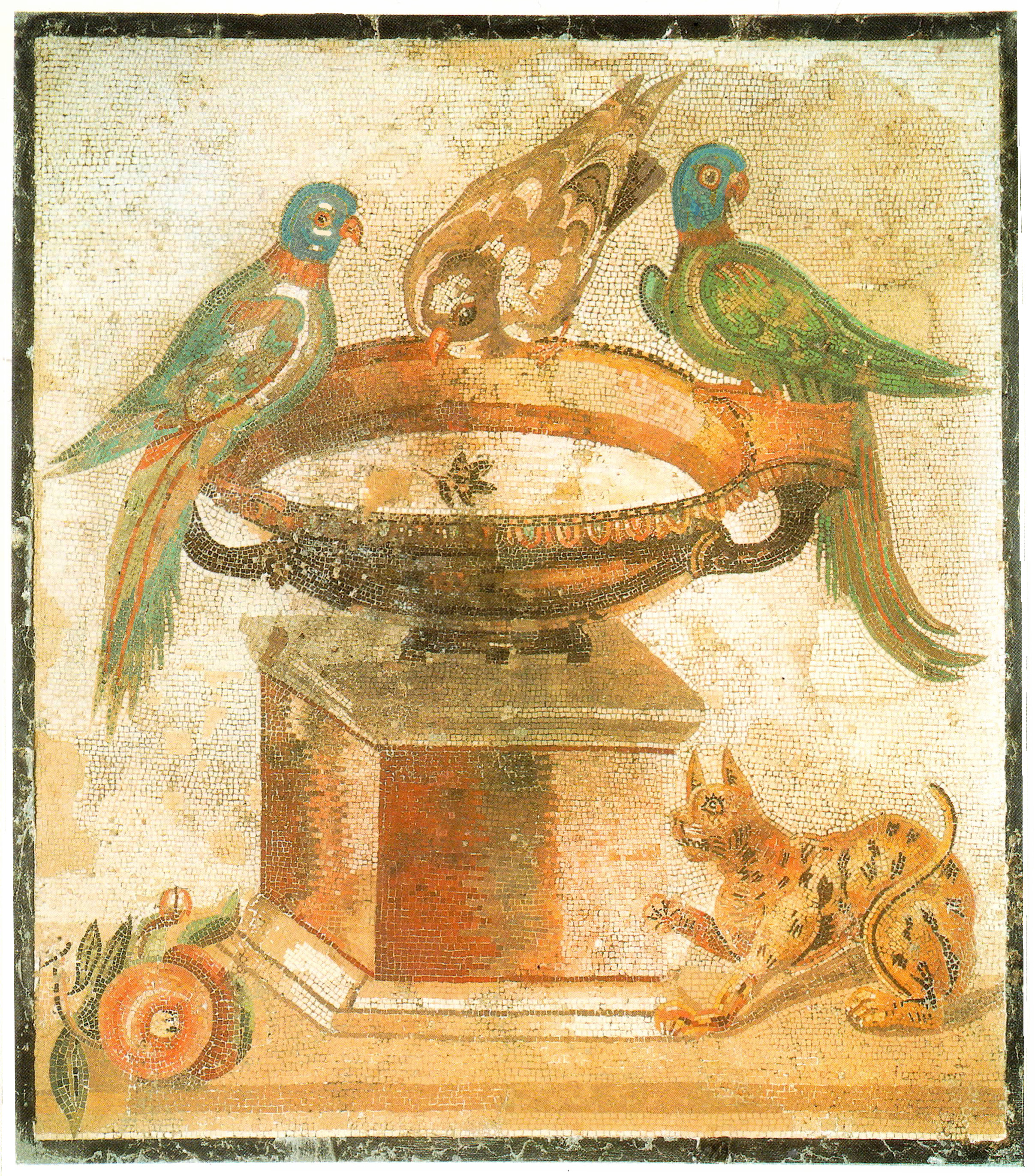
Couple de loriquets entourant une tourterelle et surveillé par un serval (mosaïque du Mithraeum de Santa Maria Capua Vetere), prouvant les liens commerciaux antiques entre la péninsule italienne, l'Afrique orientale et l'Asie du Sud-Est via le « Périple de la mer Érythrée »

### Art celte

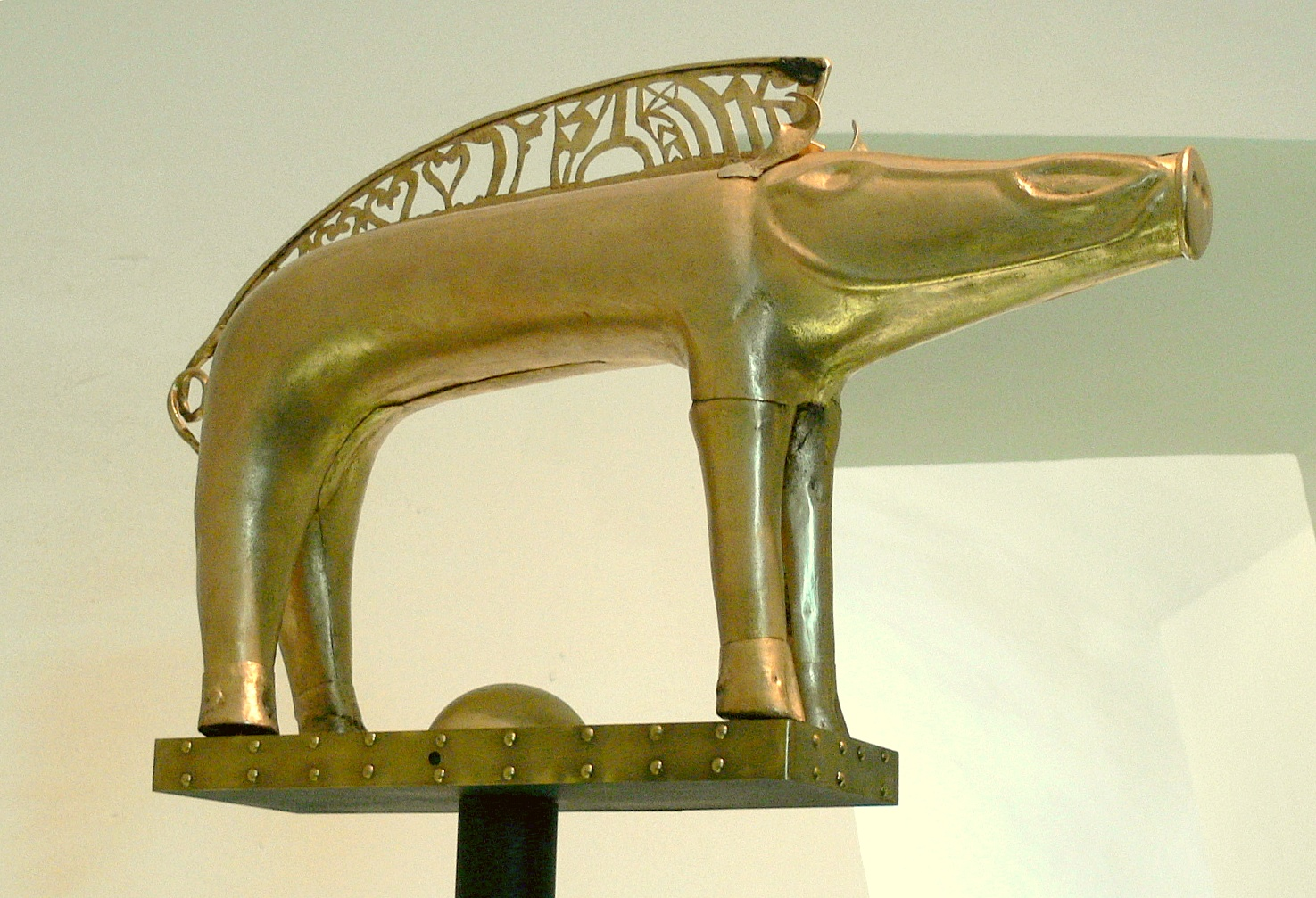
Enseigne gauloise de Soulac
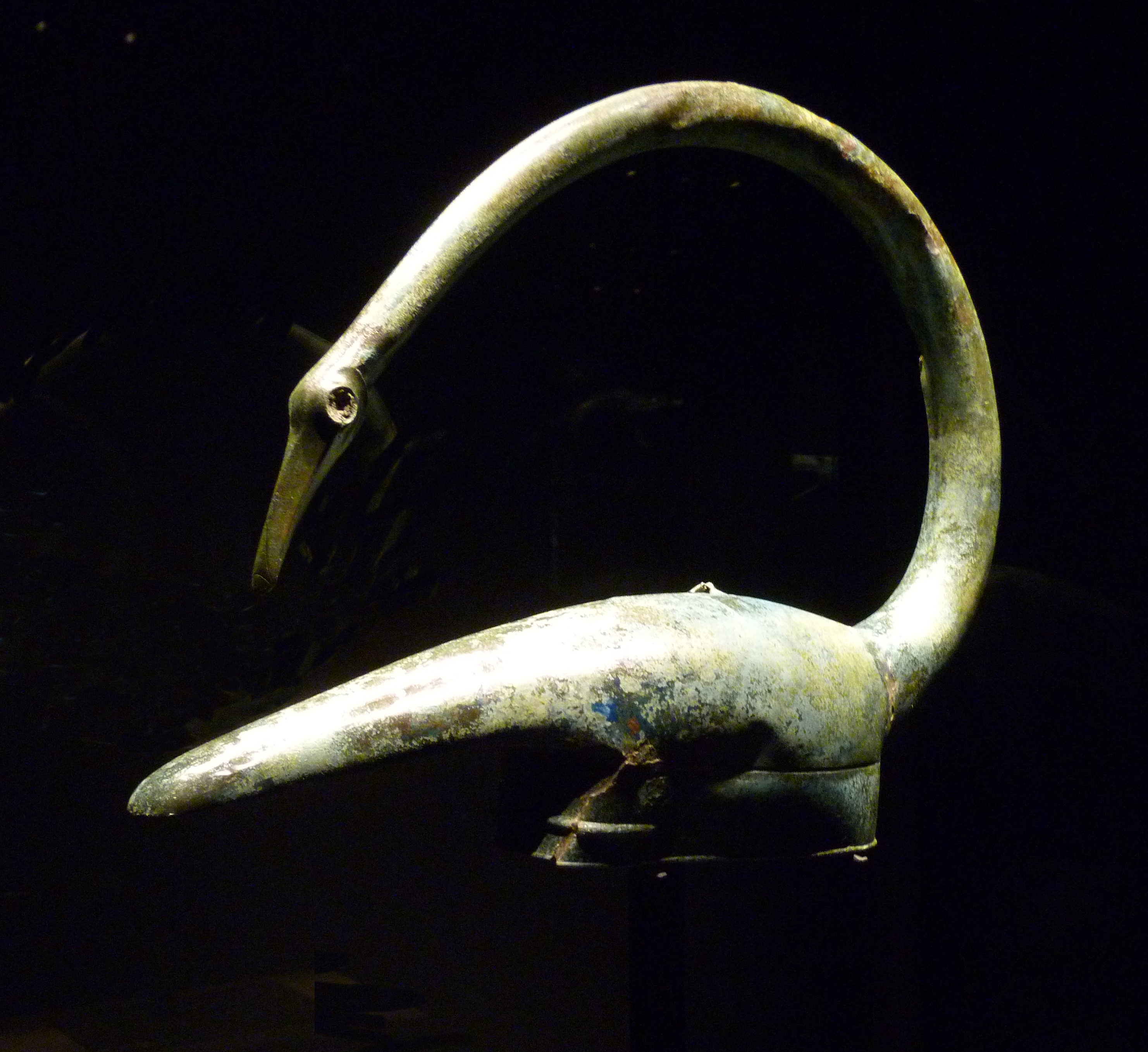
Casque-« cygne » de Tintignac.
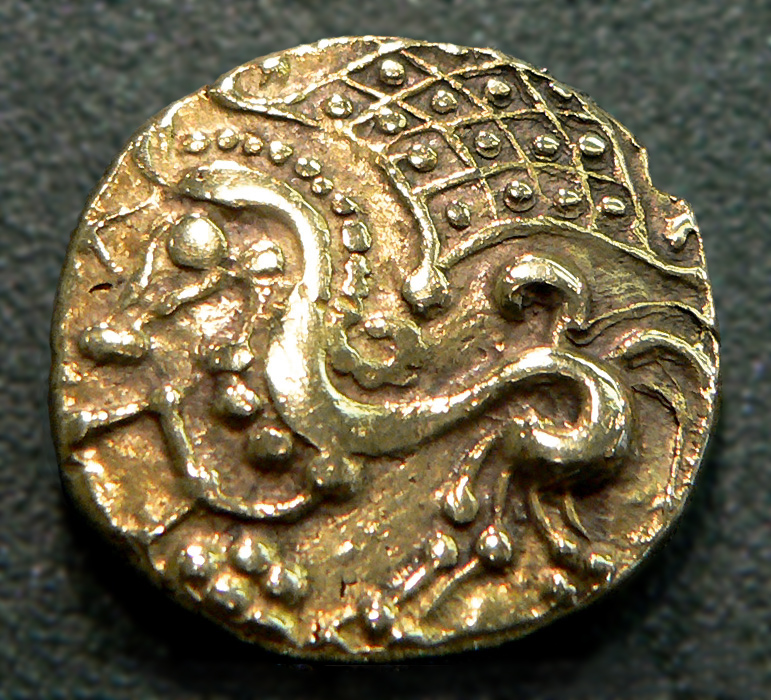
Serpent parisien sur une monnaie (Musée Carnavalet).

### Moyen Âge

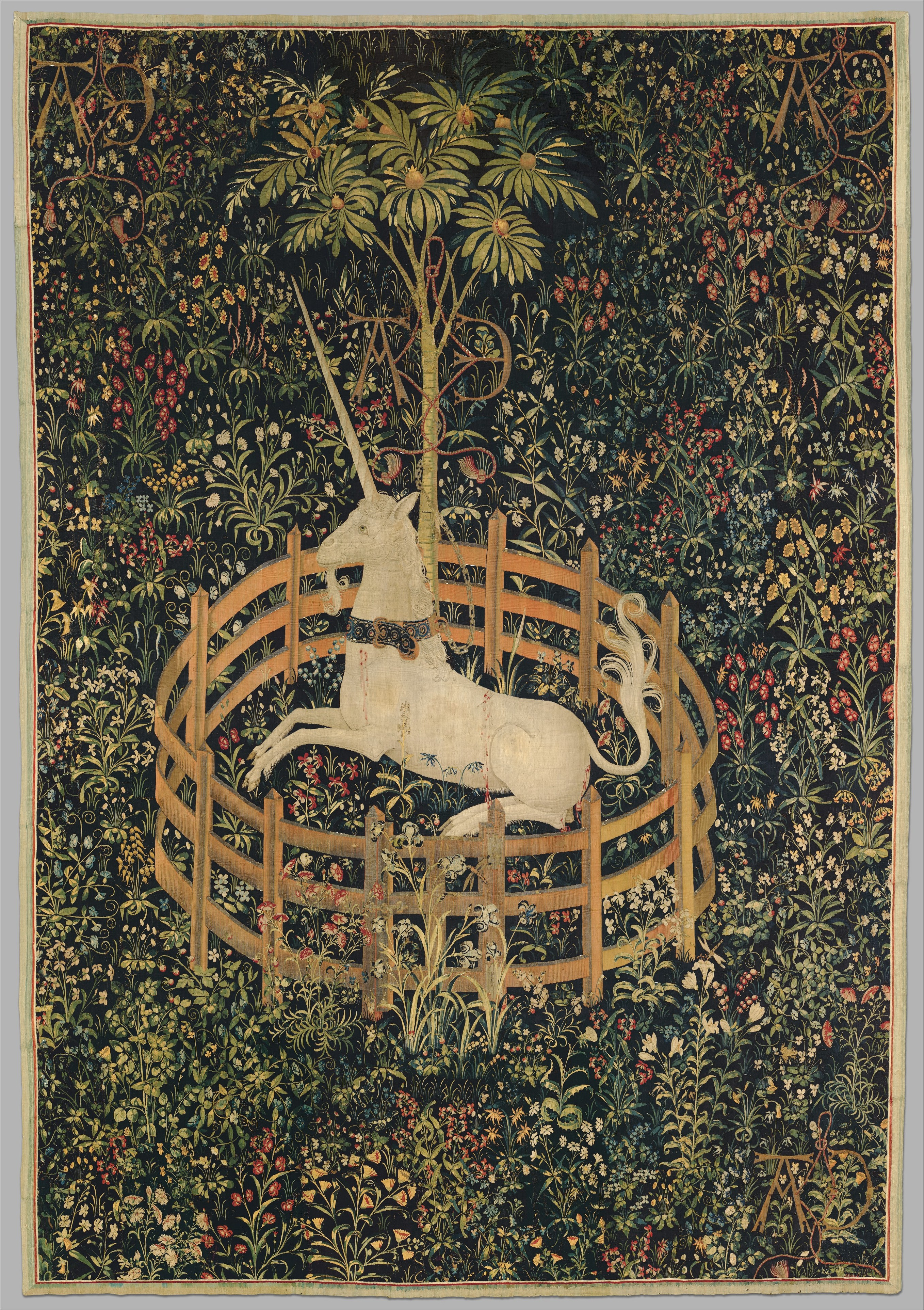
La Licorne captive, Tapisserie de la série de La Chasse à la licorne, vers 1500.
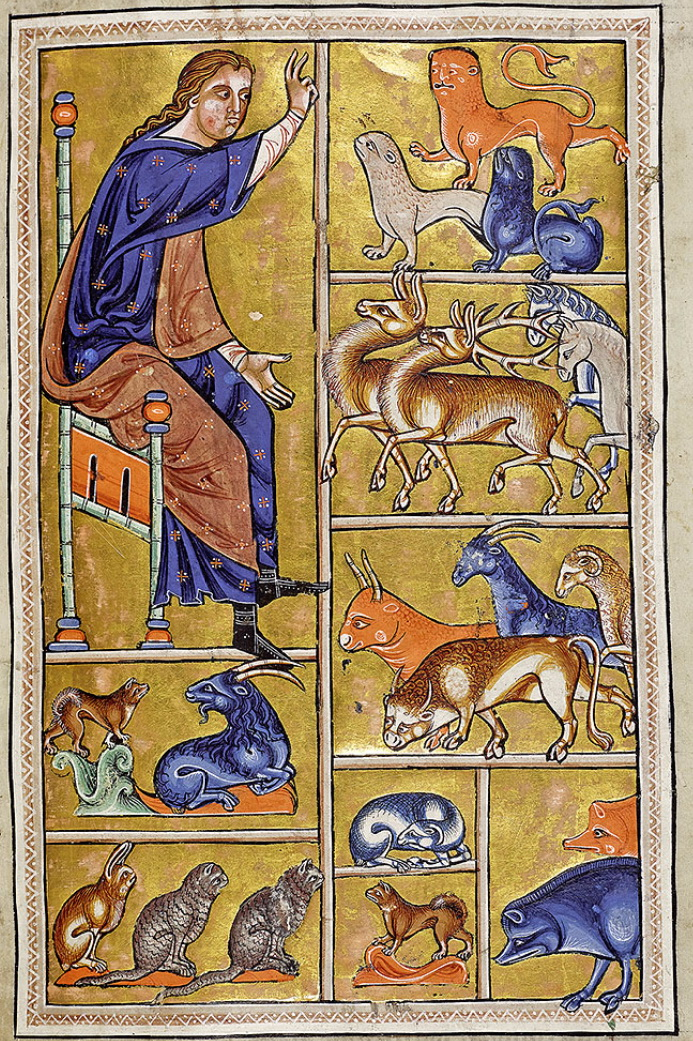
Page du Bestiaire d'Aberdeen (XIIe siècle).
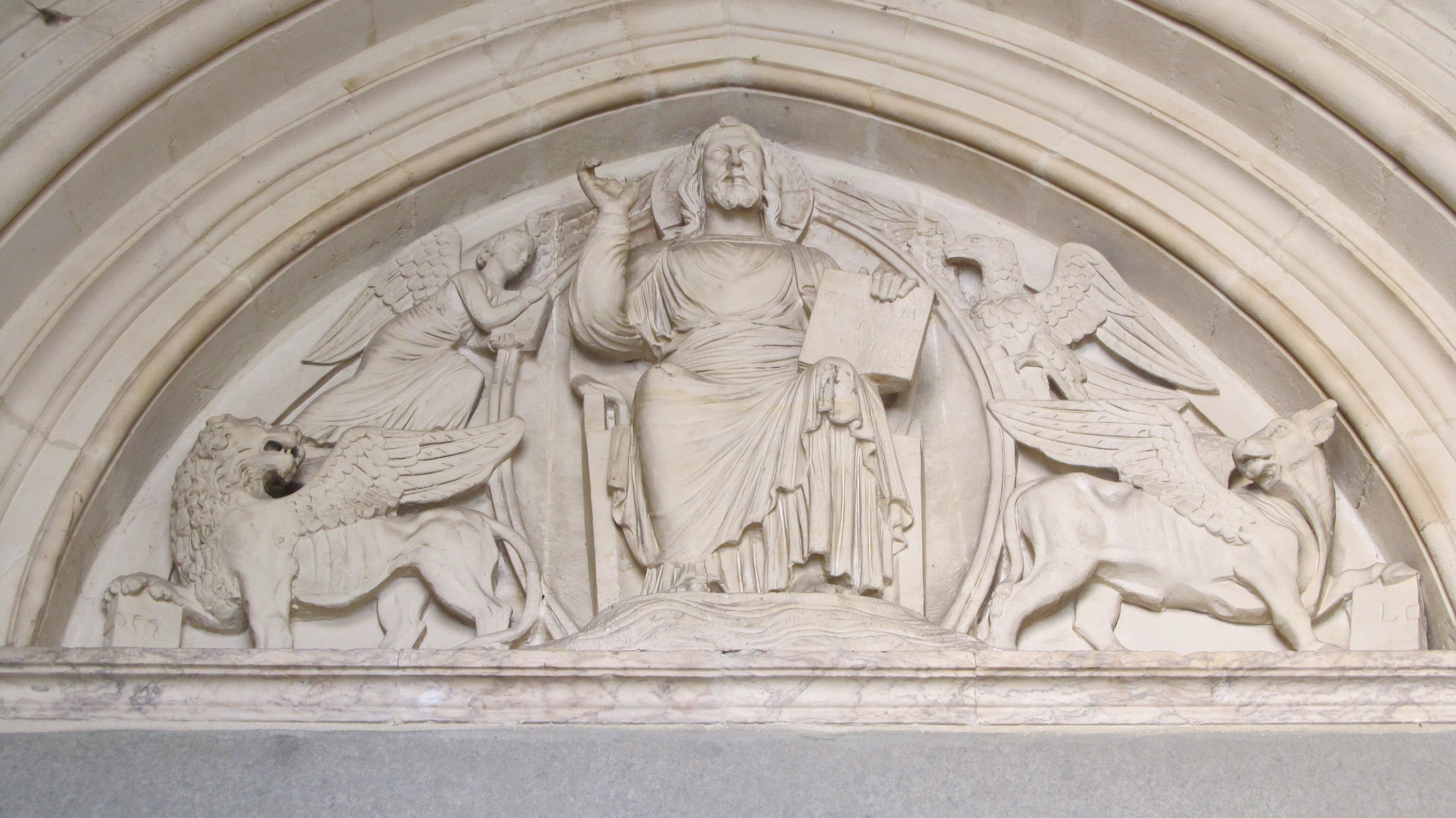
Tétramorphe sur le tympan du clocher-porche de la Basilique Saint-Martin d'Ainay, Lyon.
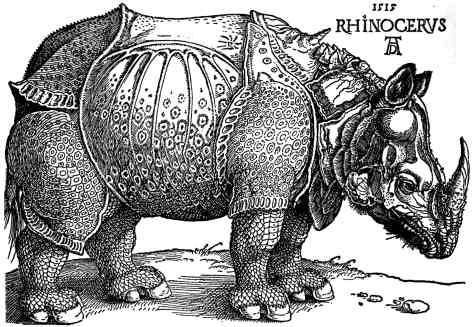
Le Rhinocéros d'Albrecht Dürer (British Museum).

## Arts musulmans

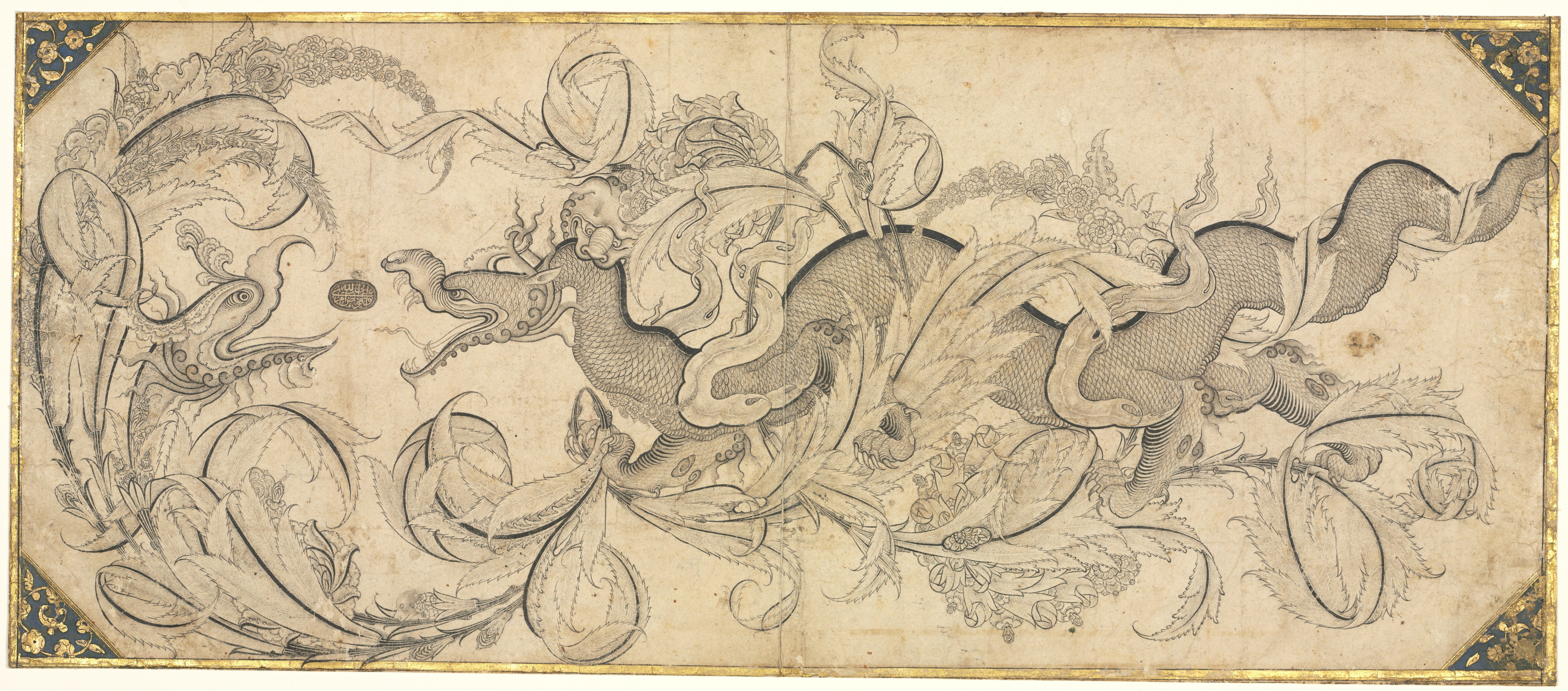
Dragon.
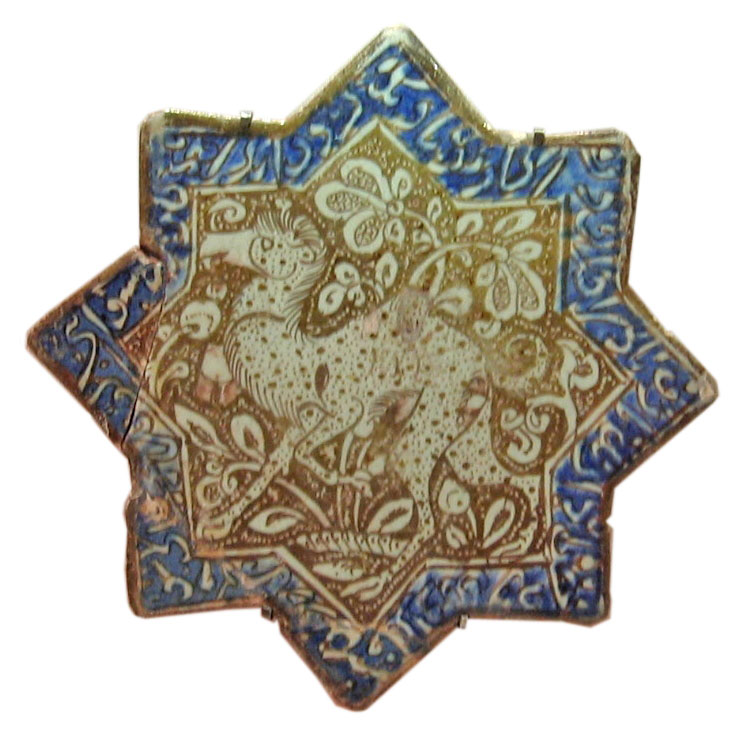
Céramique représentant un dromadaire.
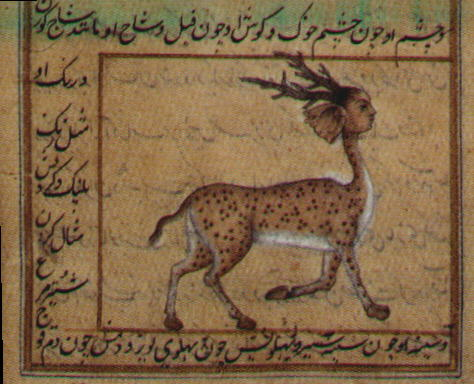
Chimère.
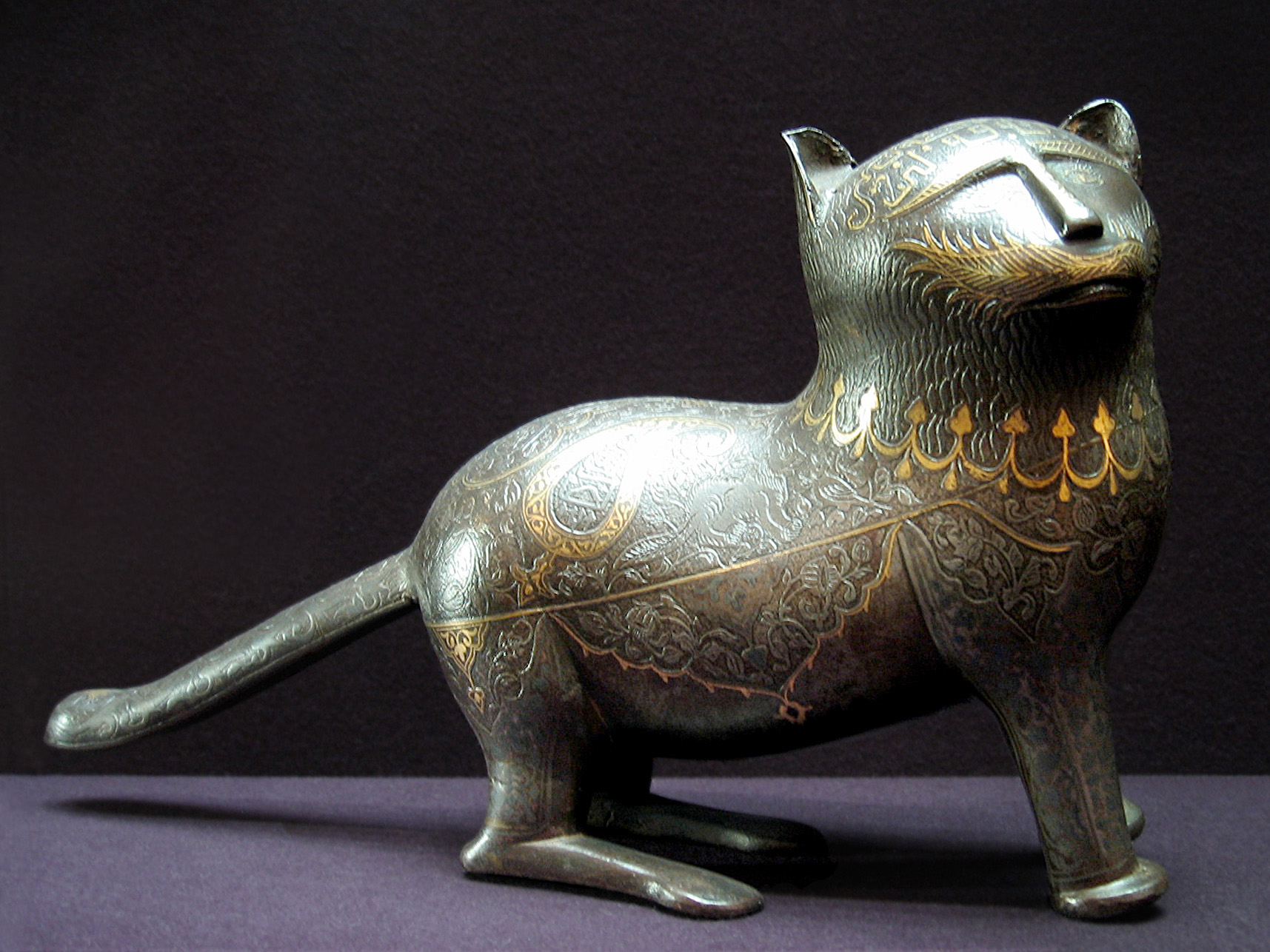
Félin, acier, Iran, XIXe siècle, Louvre.

## Art des steppes

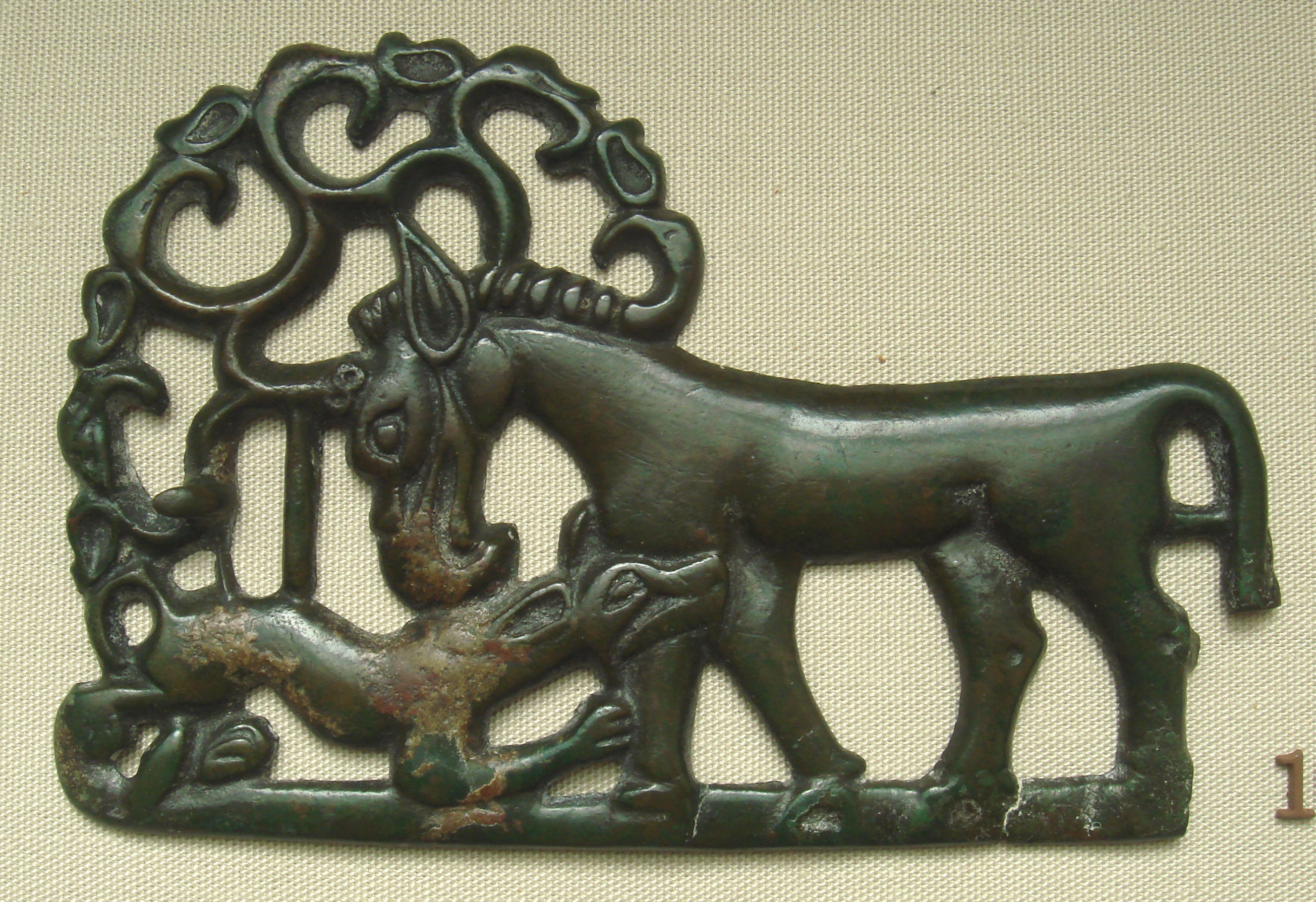
Cheval attaqué par un tigre, art de la culture de l'Ordos, IVe siècle av. J.-C.
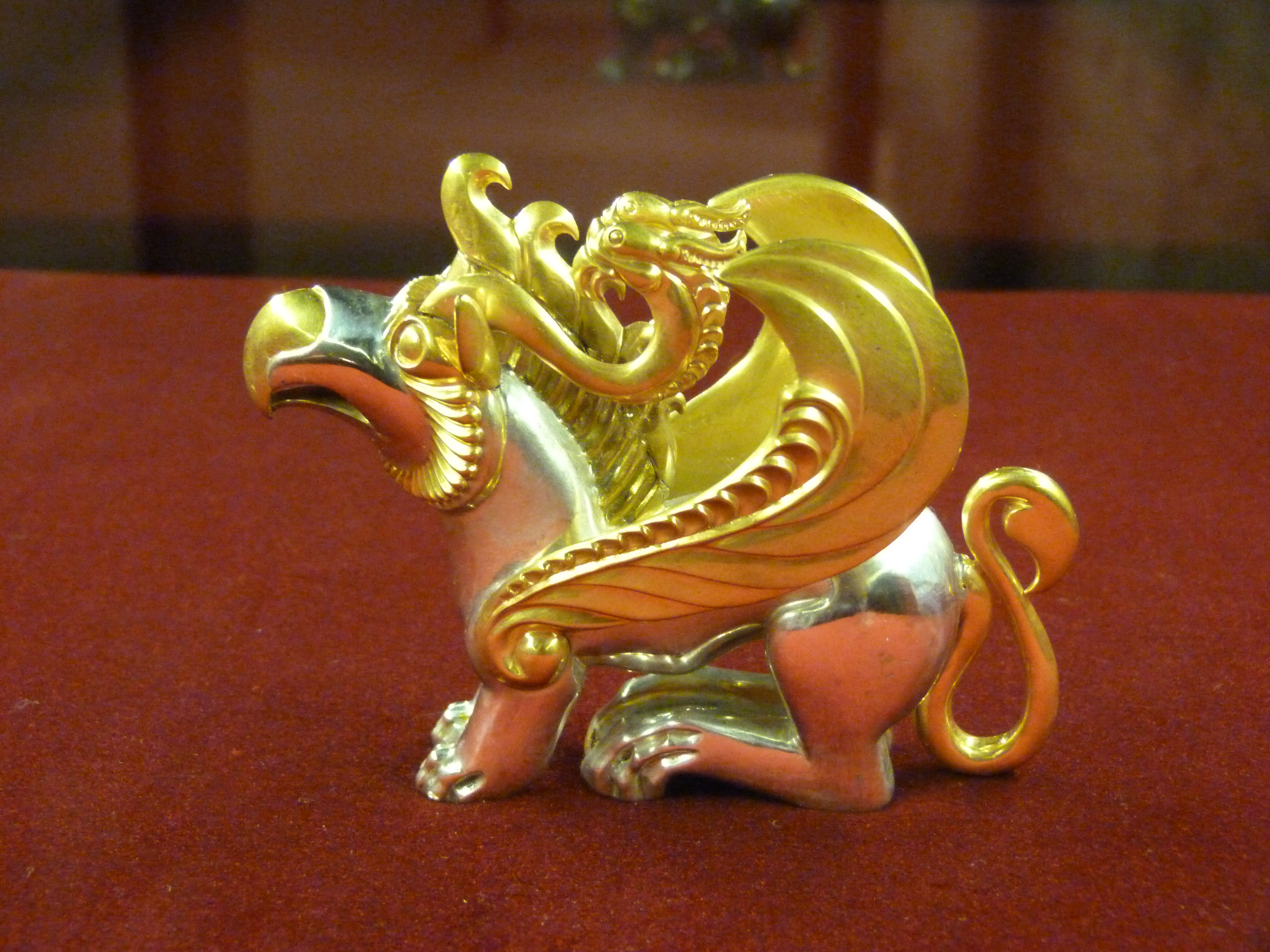
Griffon (Ve – IIIe siècle av. J.-C).
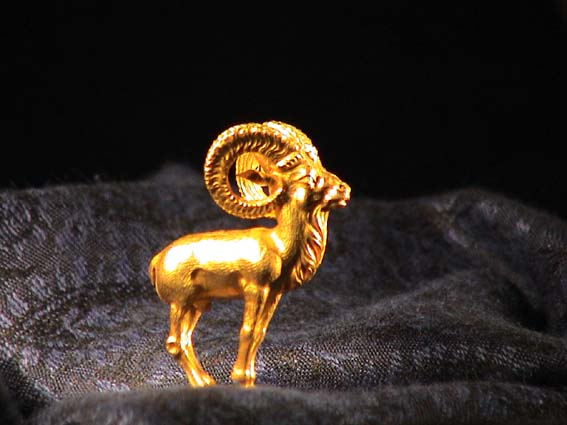
Mouflon scythe de Bactriane (Musée de Kaboul).

## Asie

### Chine

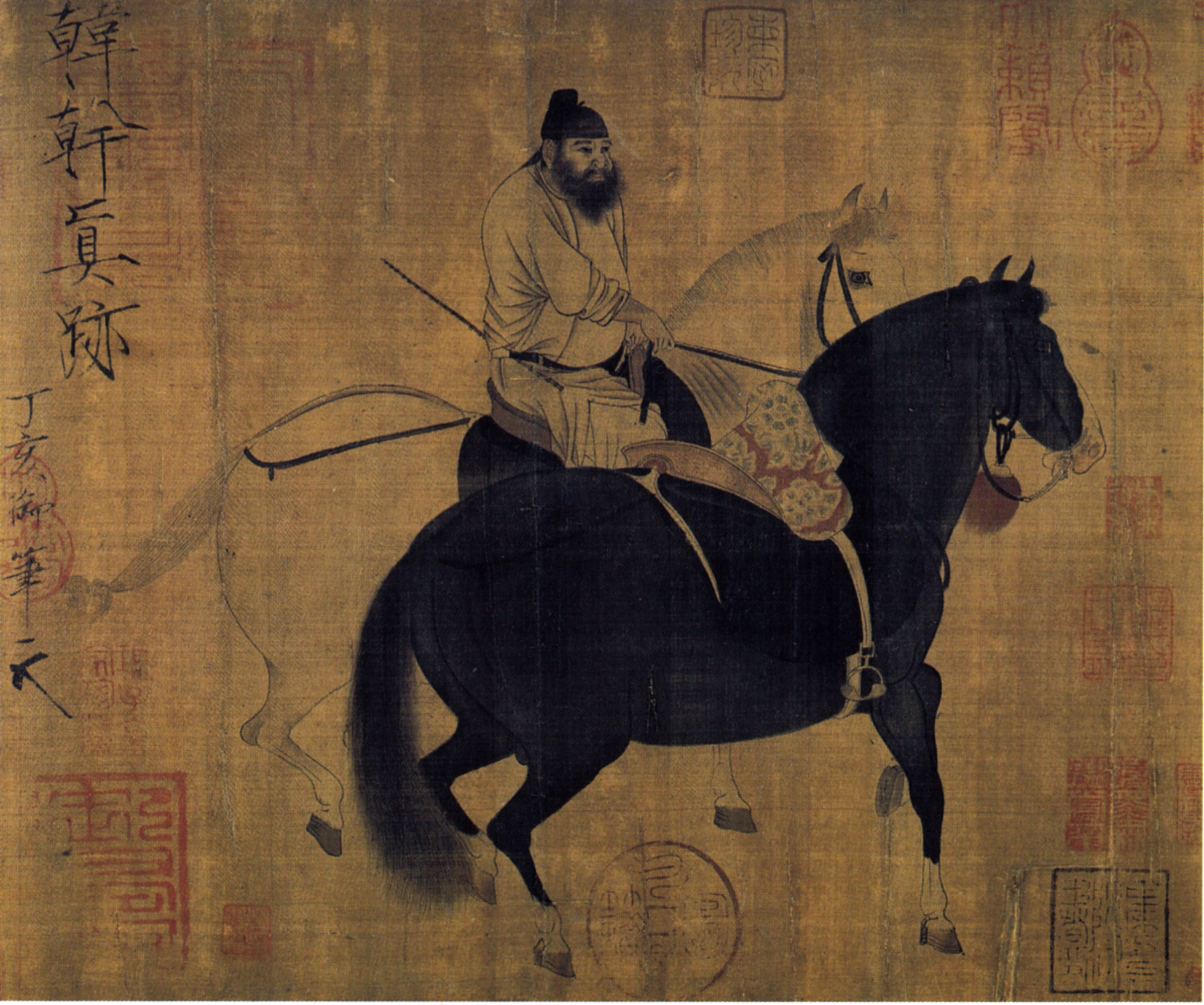
Palefrenier menant deux chevaux, par Han Gan.
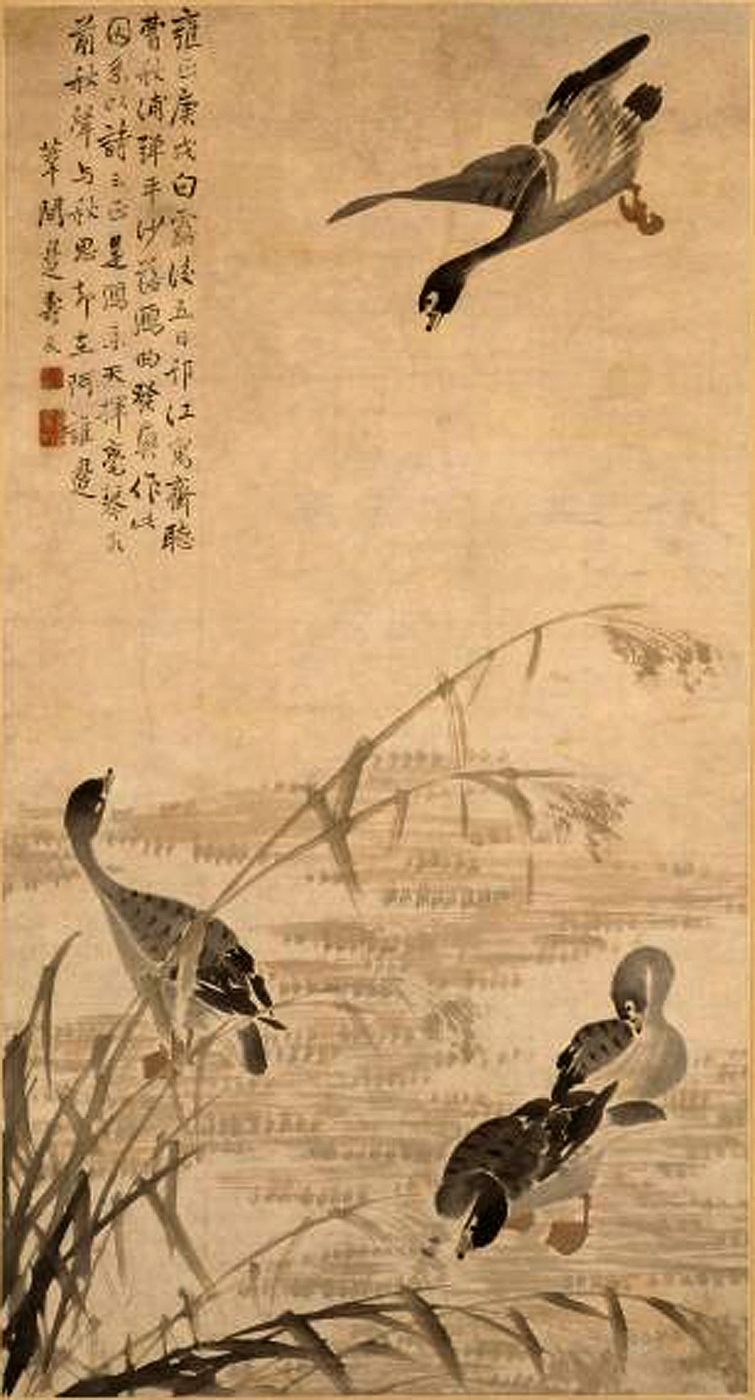
Oies sauvages (1730).
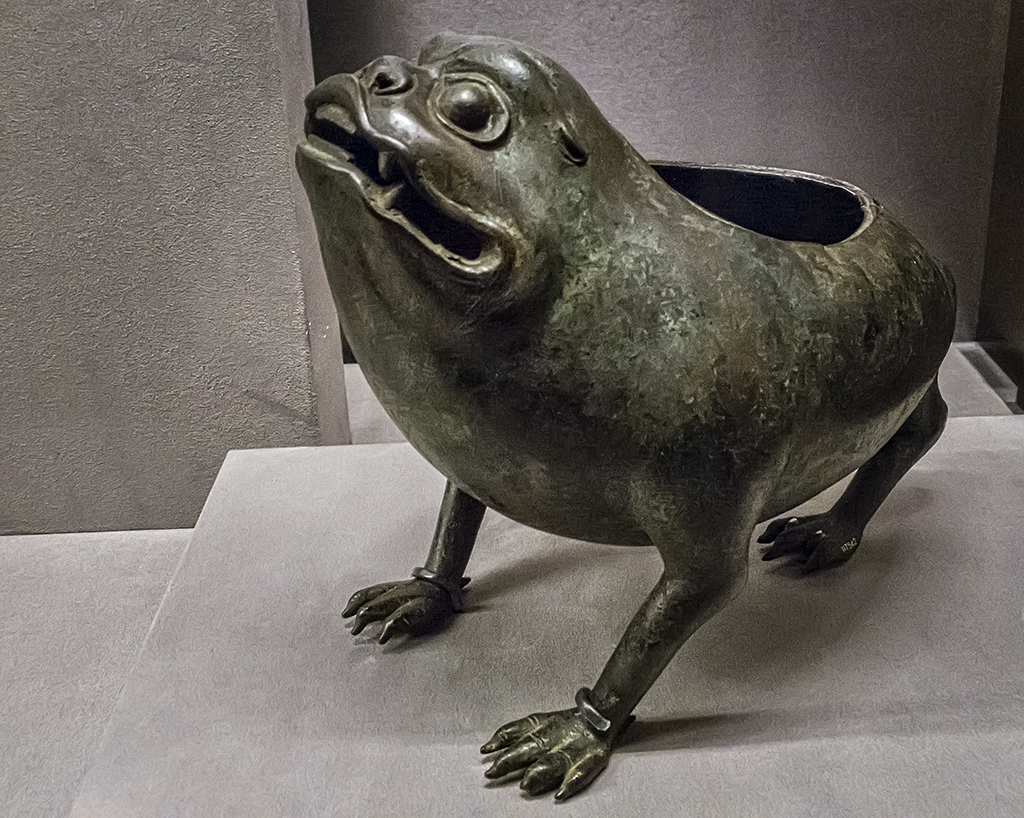
Crapaud à trois pattes (Dynastie Qing)

### Inde

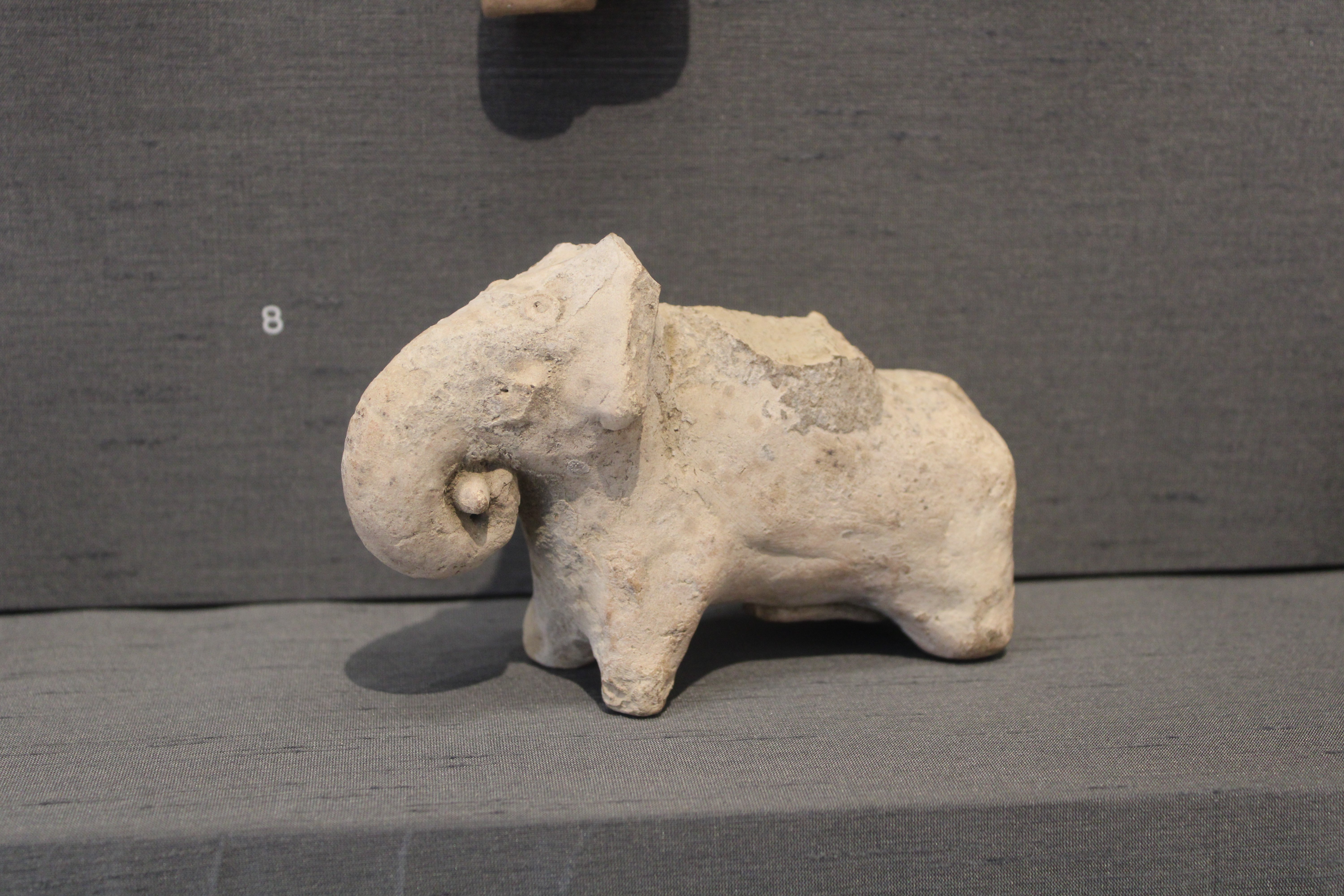
Éléphant, Harappa (4600 avant le présent).
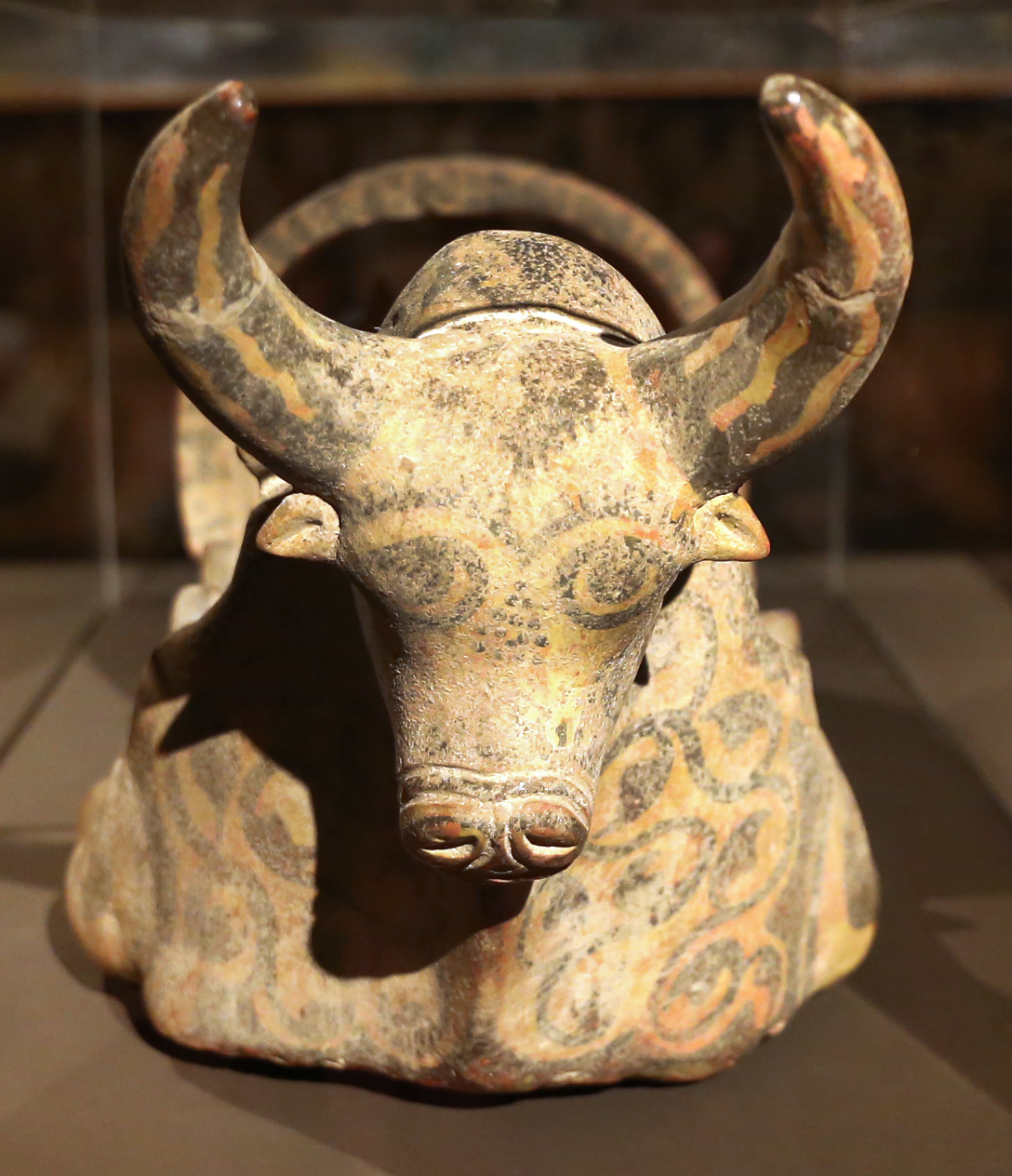
Figure de proue bovine, civilisation de l'Indus (idem).
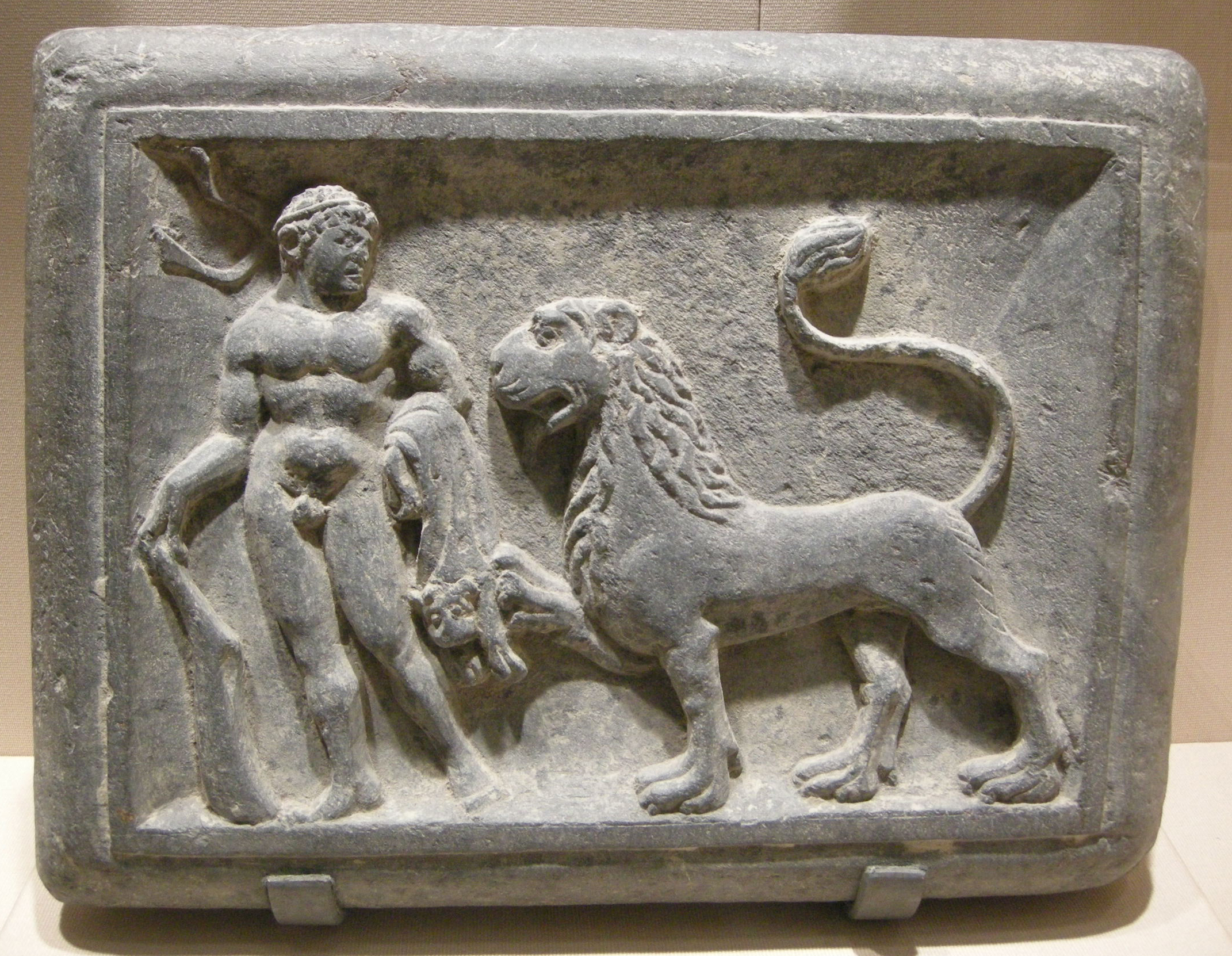
Héraklès et le lion de Némée (art gréco-bouddhique).
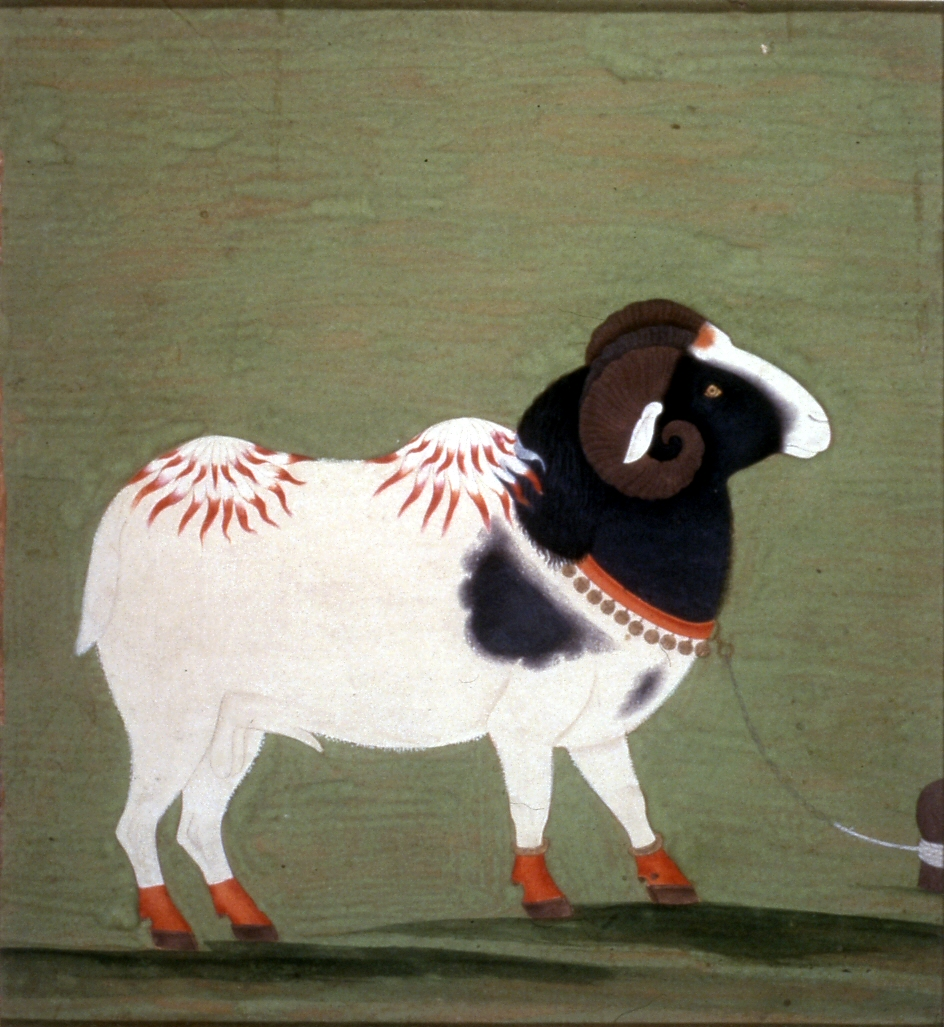
Bélier, (miniature, 1625-1650).

### Japon

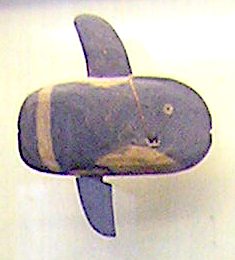
Môle représentée par l'art traditionnel aïnou.
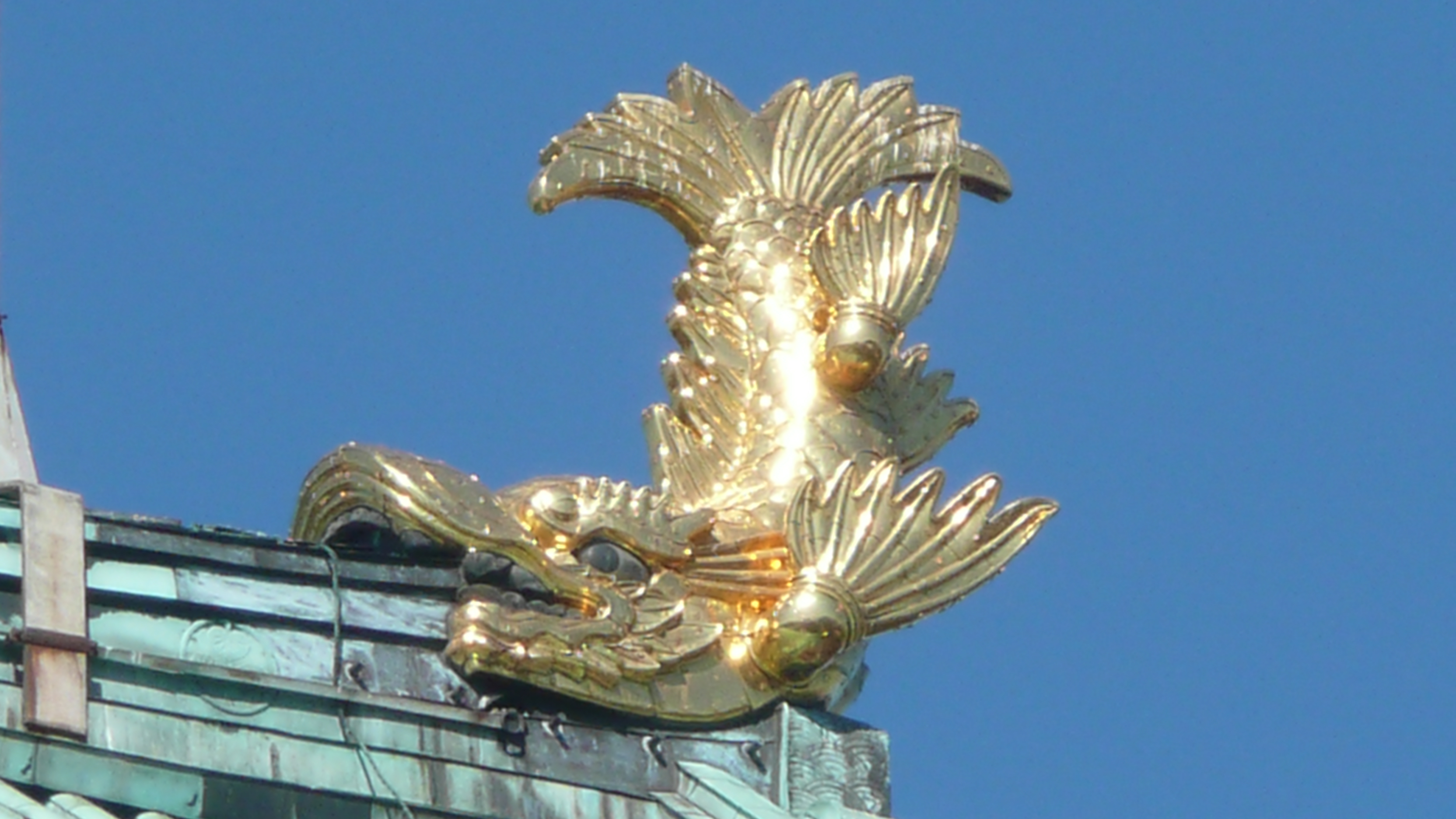
Shachihoko.
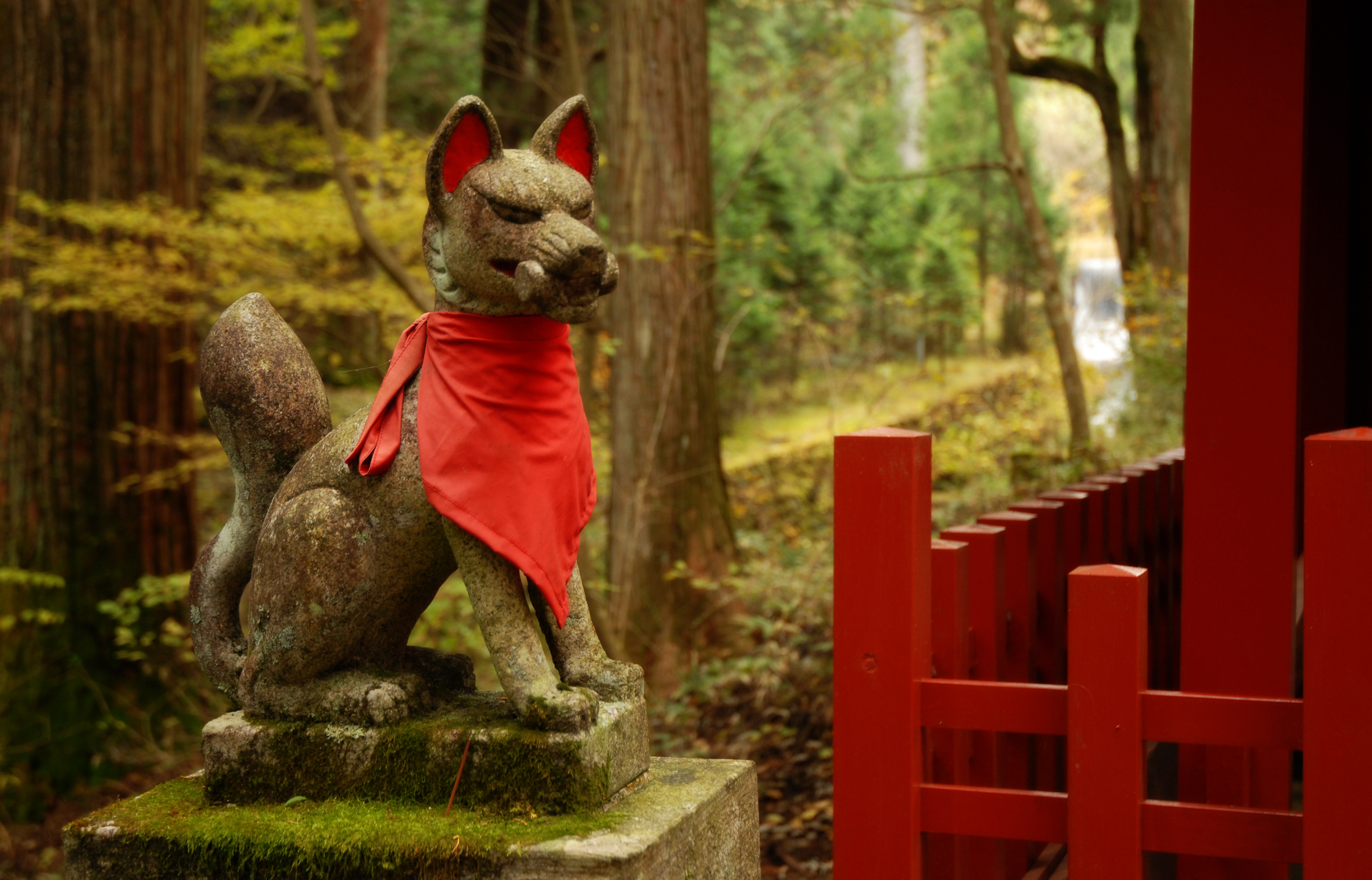
Renard-gardien (狛狐, koma-kitsune?) au Takinoo-jinja.
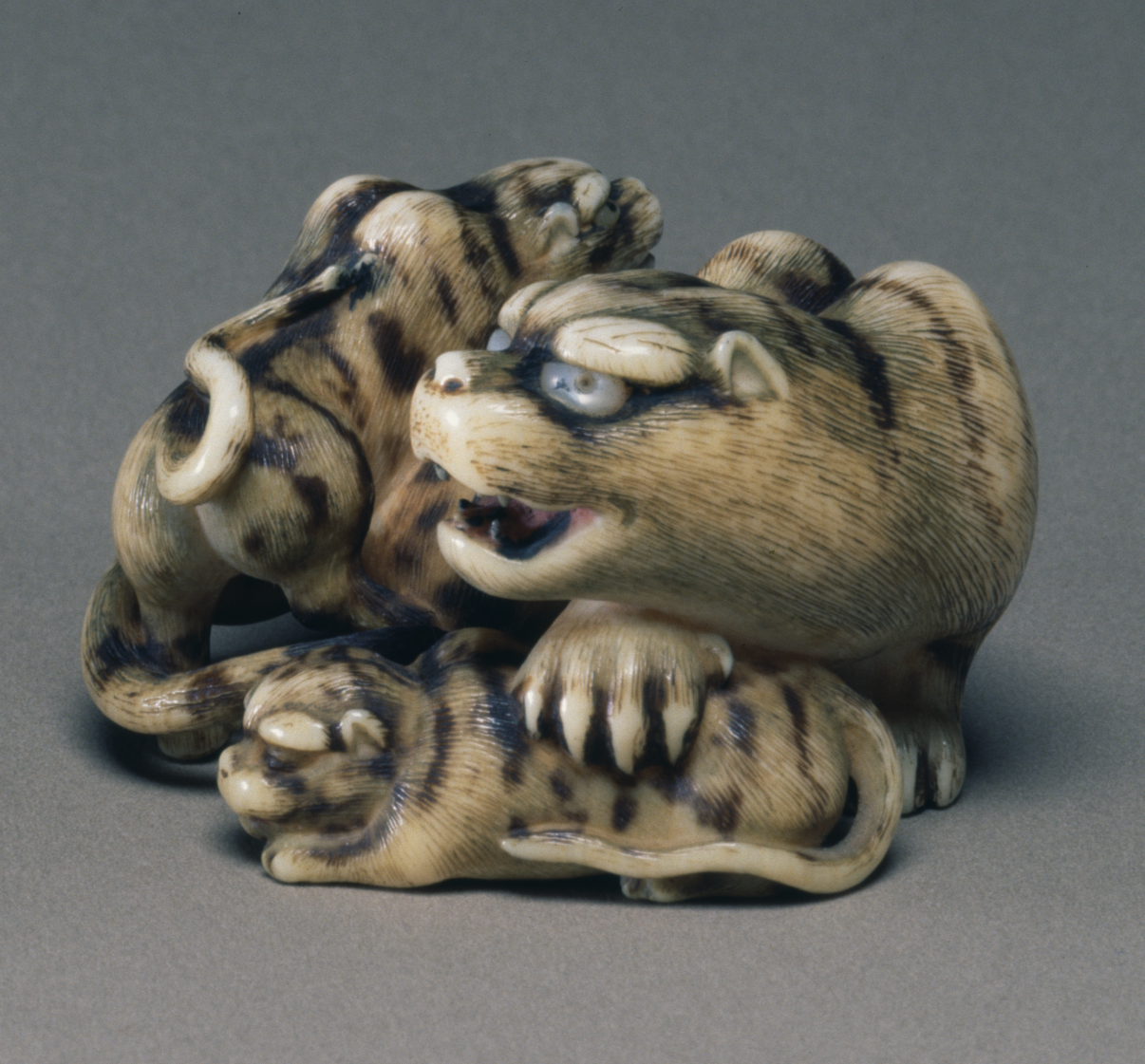
Tigresse et ses petits, netsuke de l'Ère Meiji.

## Afrique

### Égypte

Poisson oxyrhynque du Nil, art égyptien (Musée égyptologique de Turin).
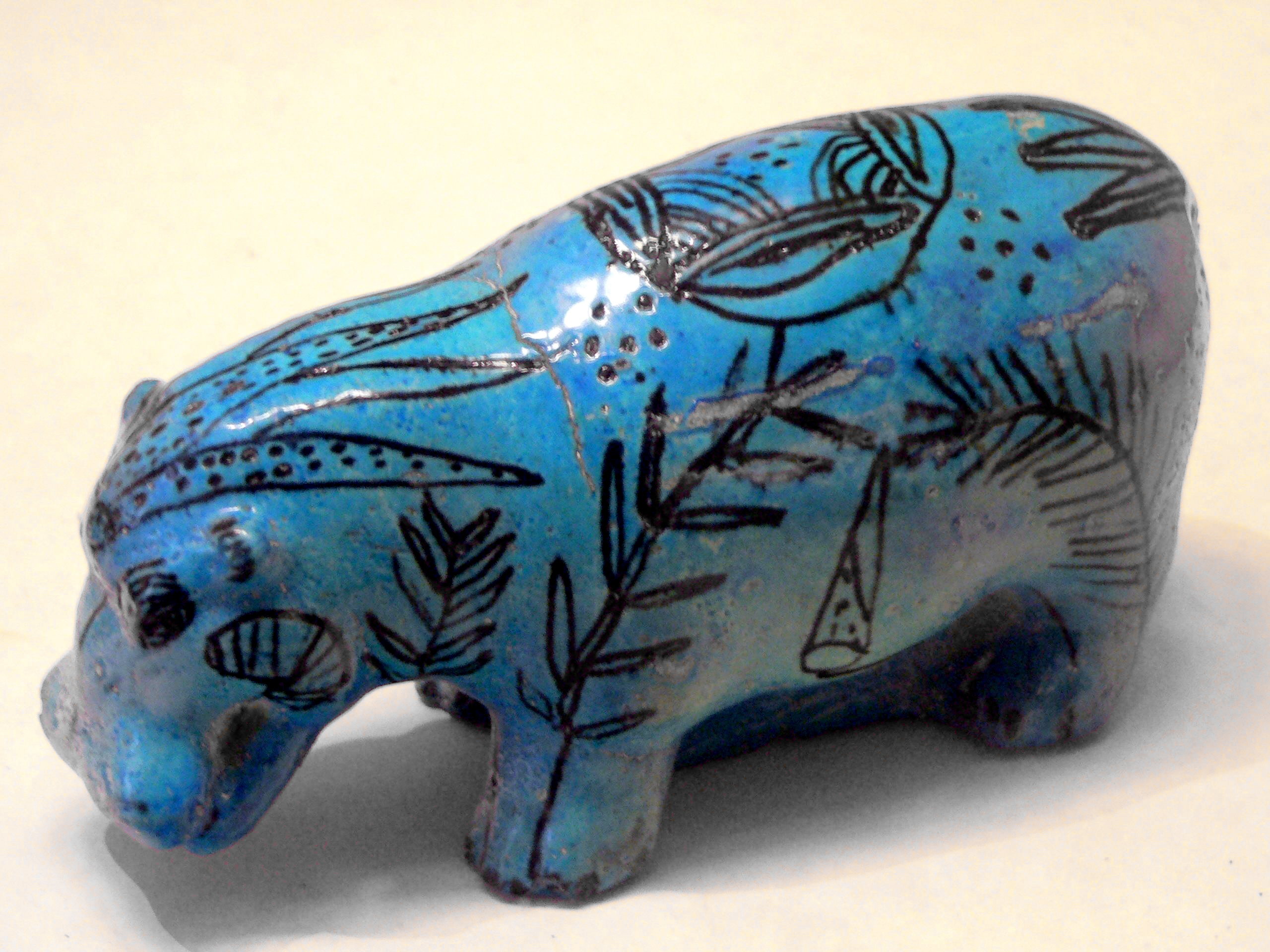
Hippopotame couvert de plantes aquatiques (faïence égyptienne, moyen Empire, v. 1750-1650, Musée du Louvre).
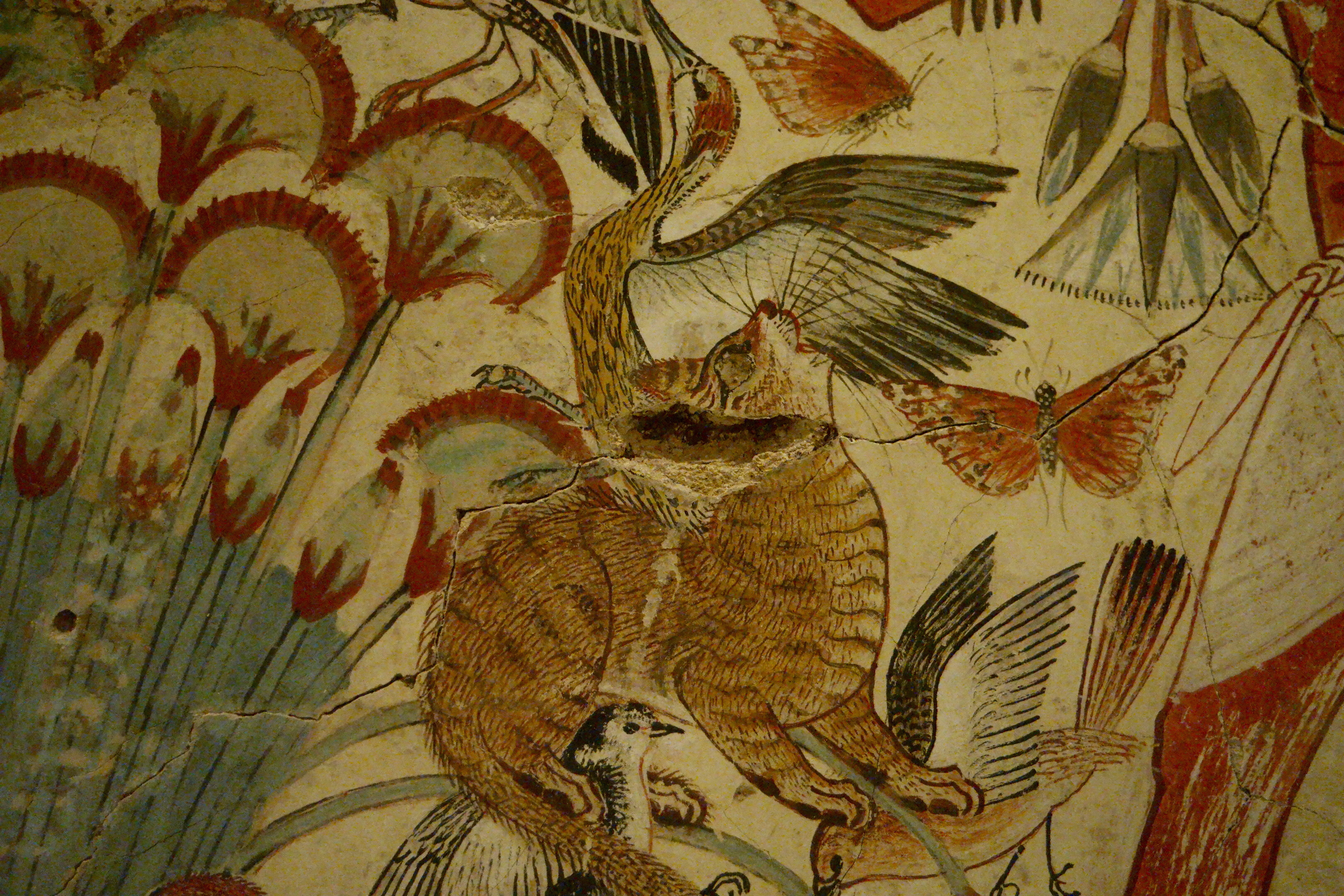
Chat attaquant des oiseaux (art de l'Égypte antique, tombe de Nebamon, Musée égyptien du Caire).
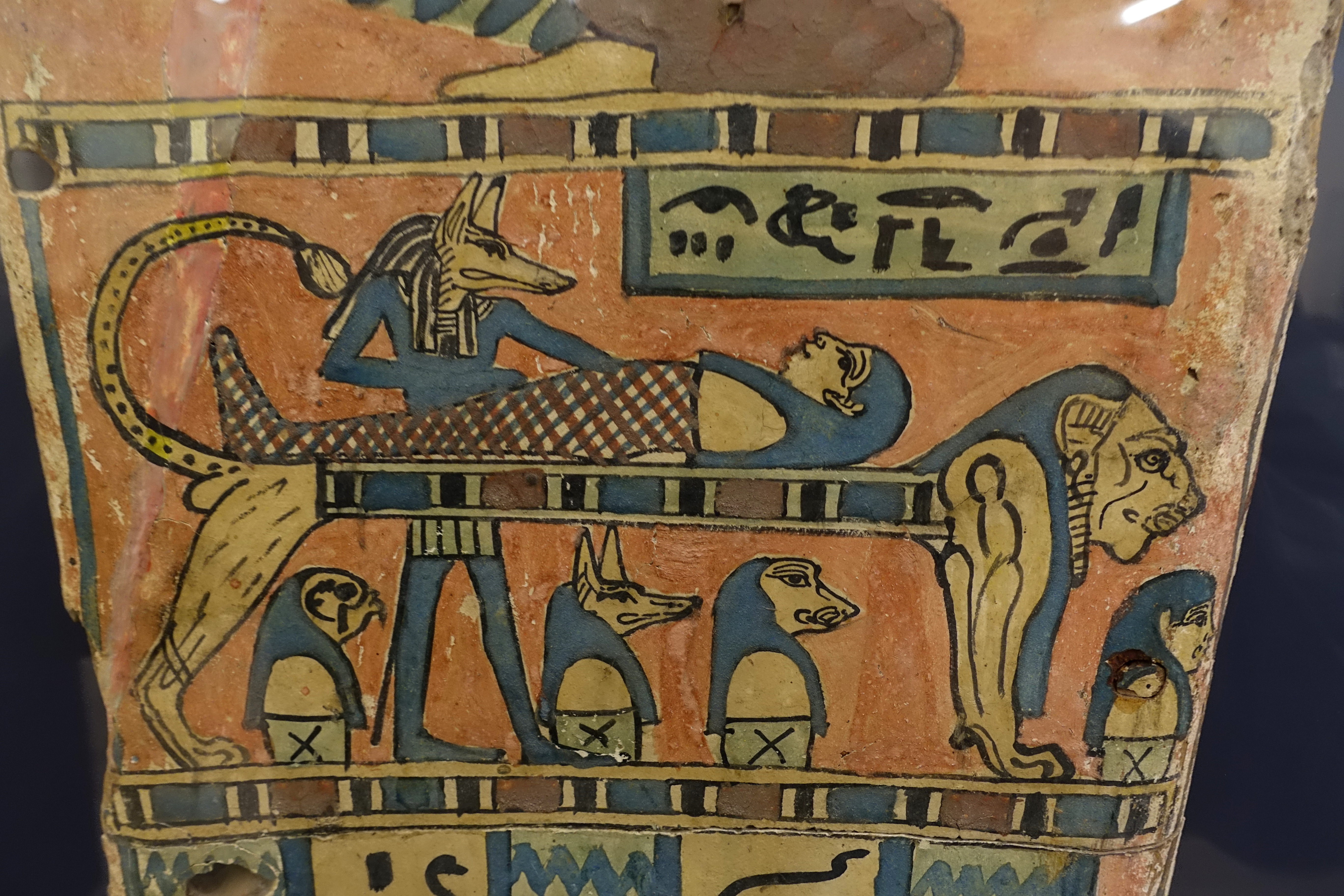
Anubis, à tête de canidé.

### Art africain traditionnel

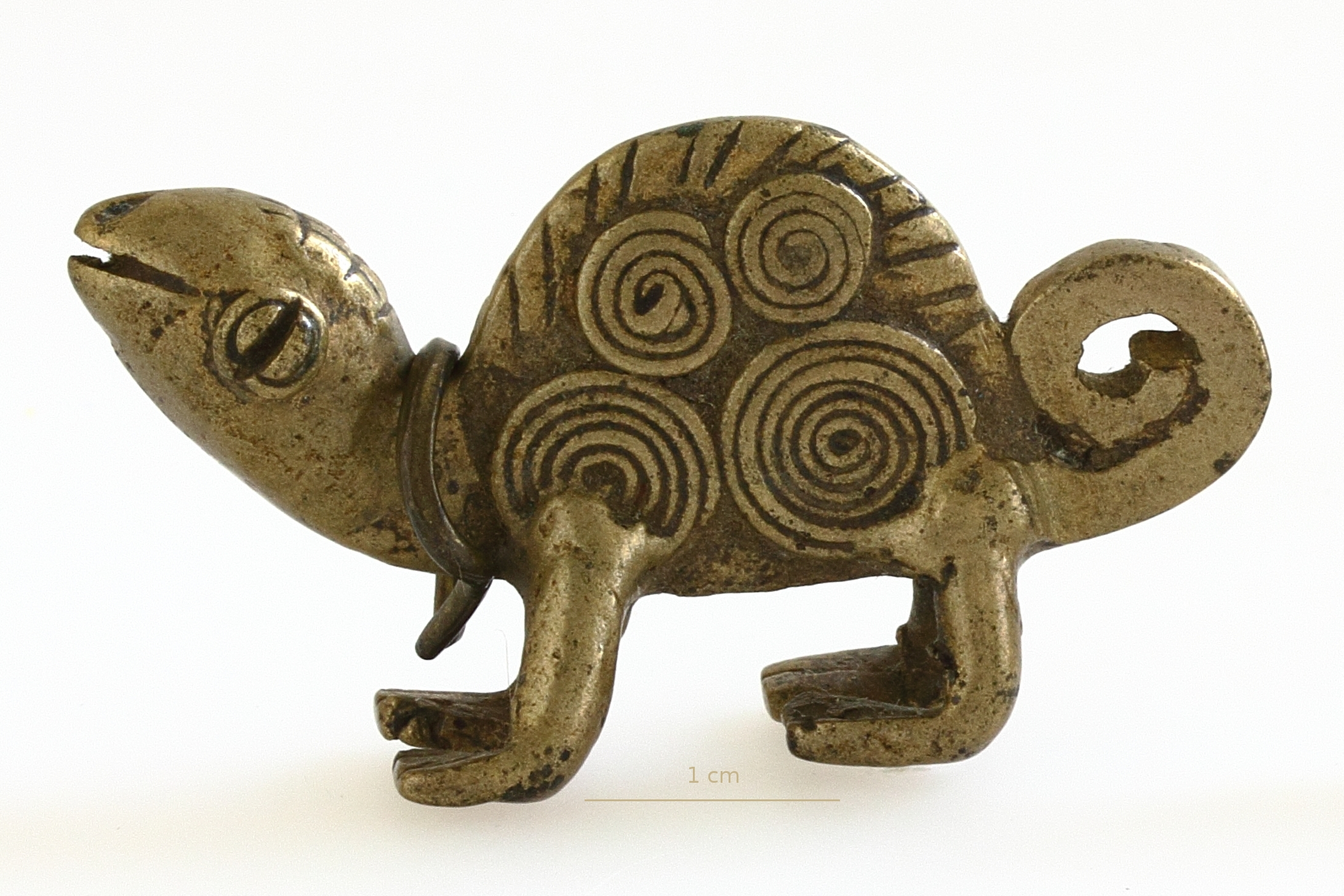
Peson à poudre en forme de caméléon, or, civilisation Akan, Muséum de Toulouse.
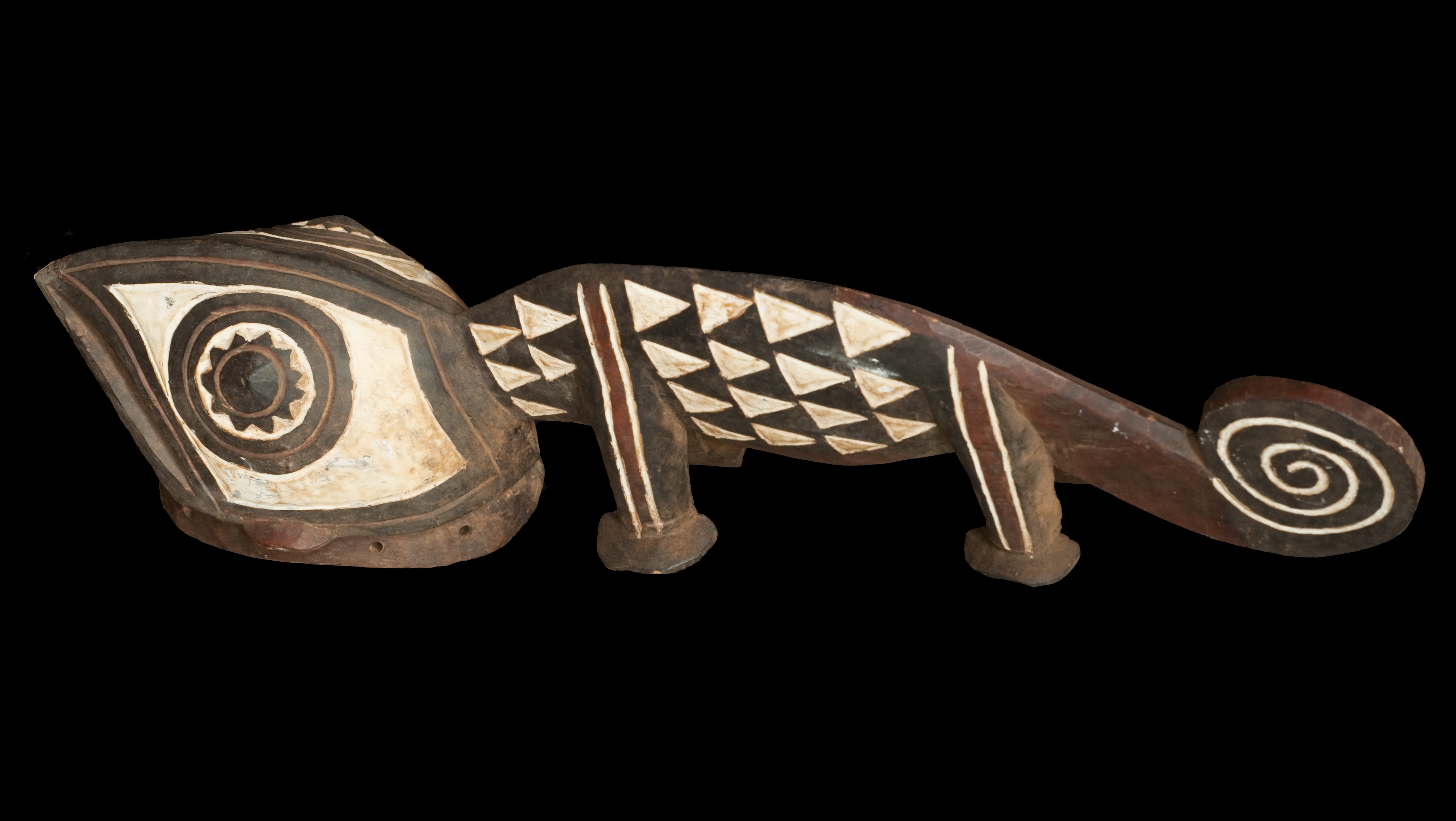
Caméléon, masque burkinabé.
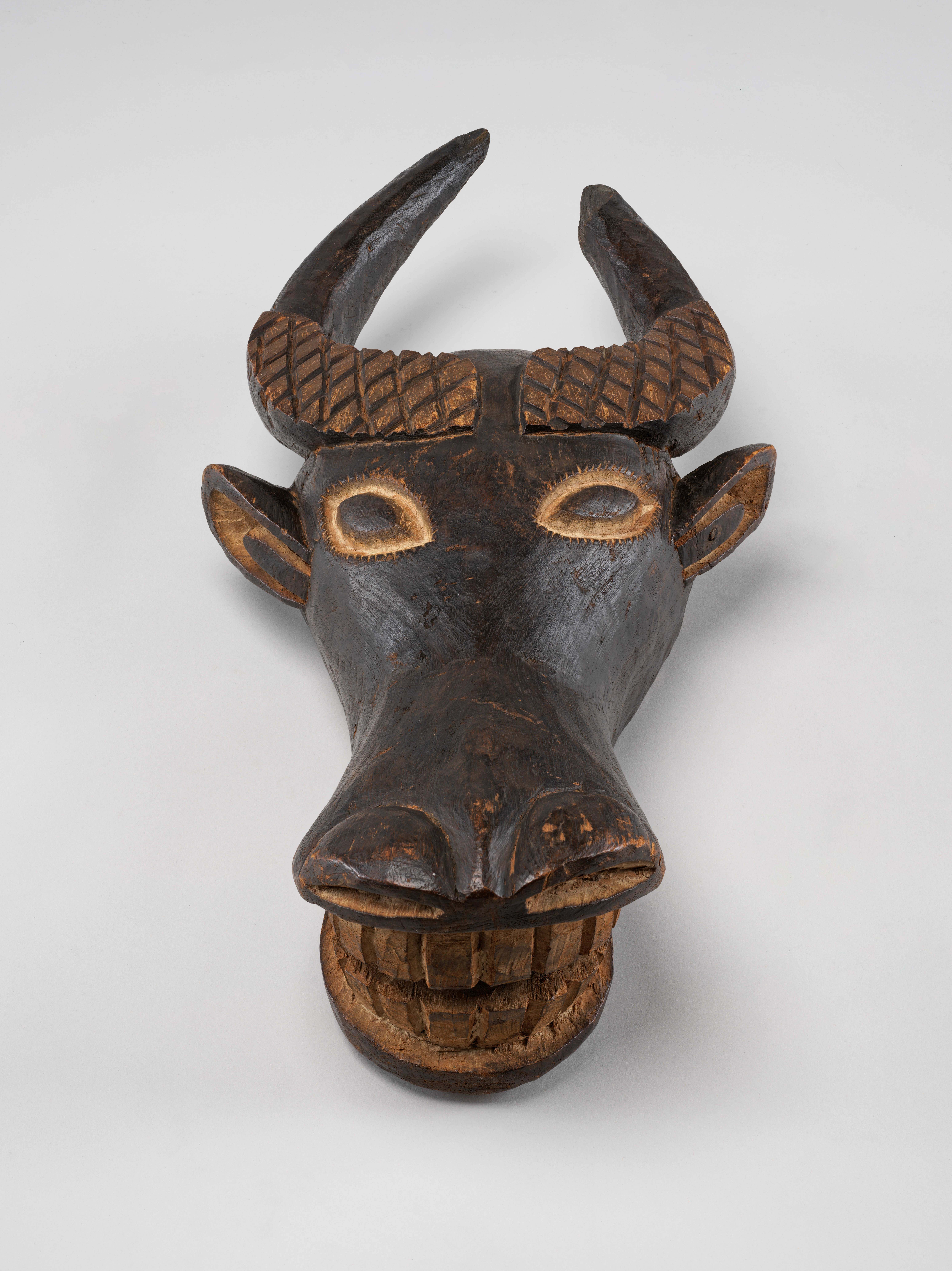
Buffle, masque du Cameroun.
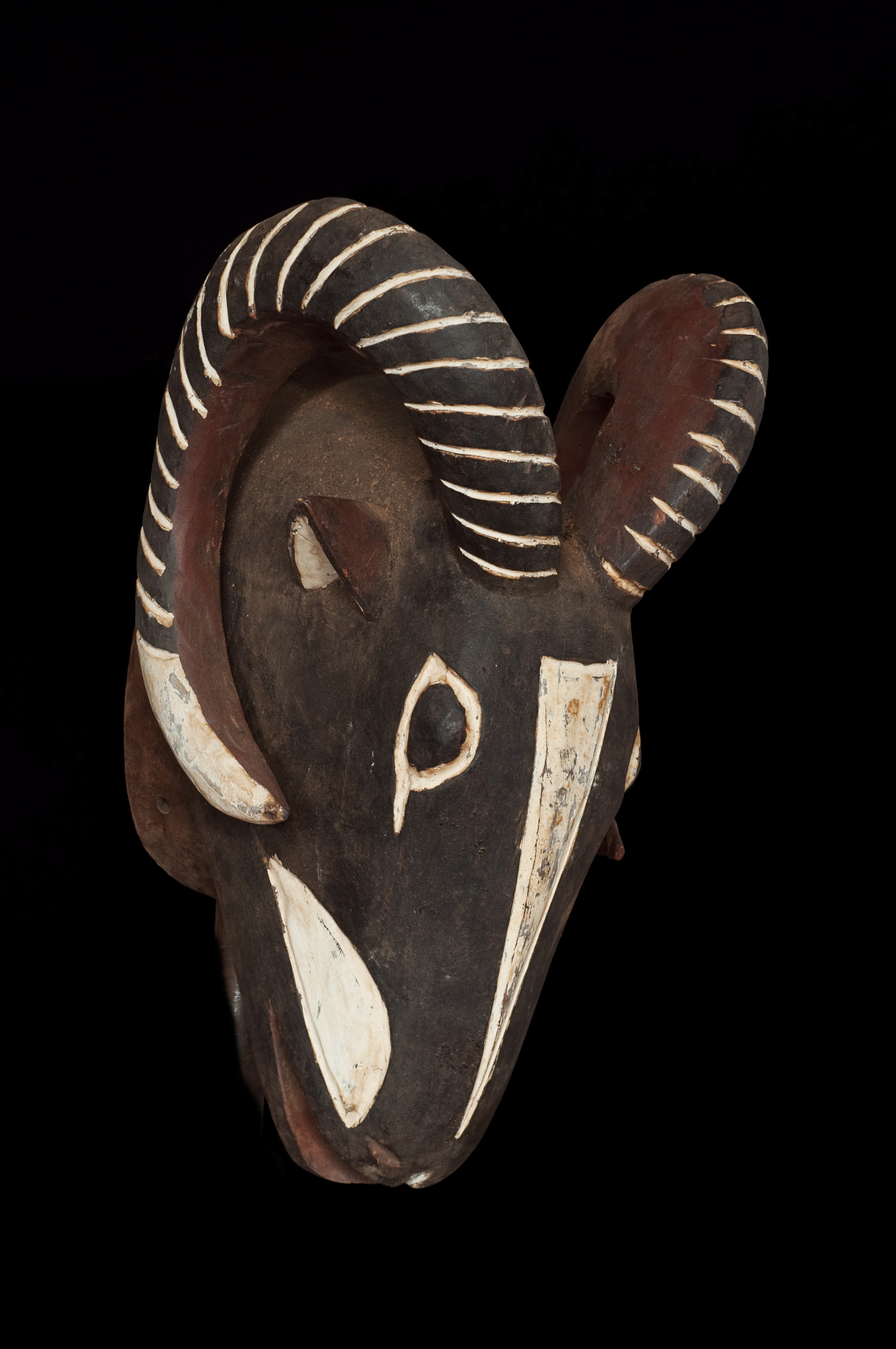
Bouc, masque burkinabé.

## Amériques

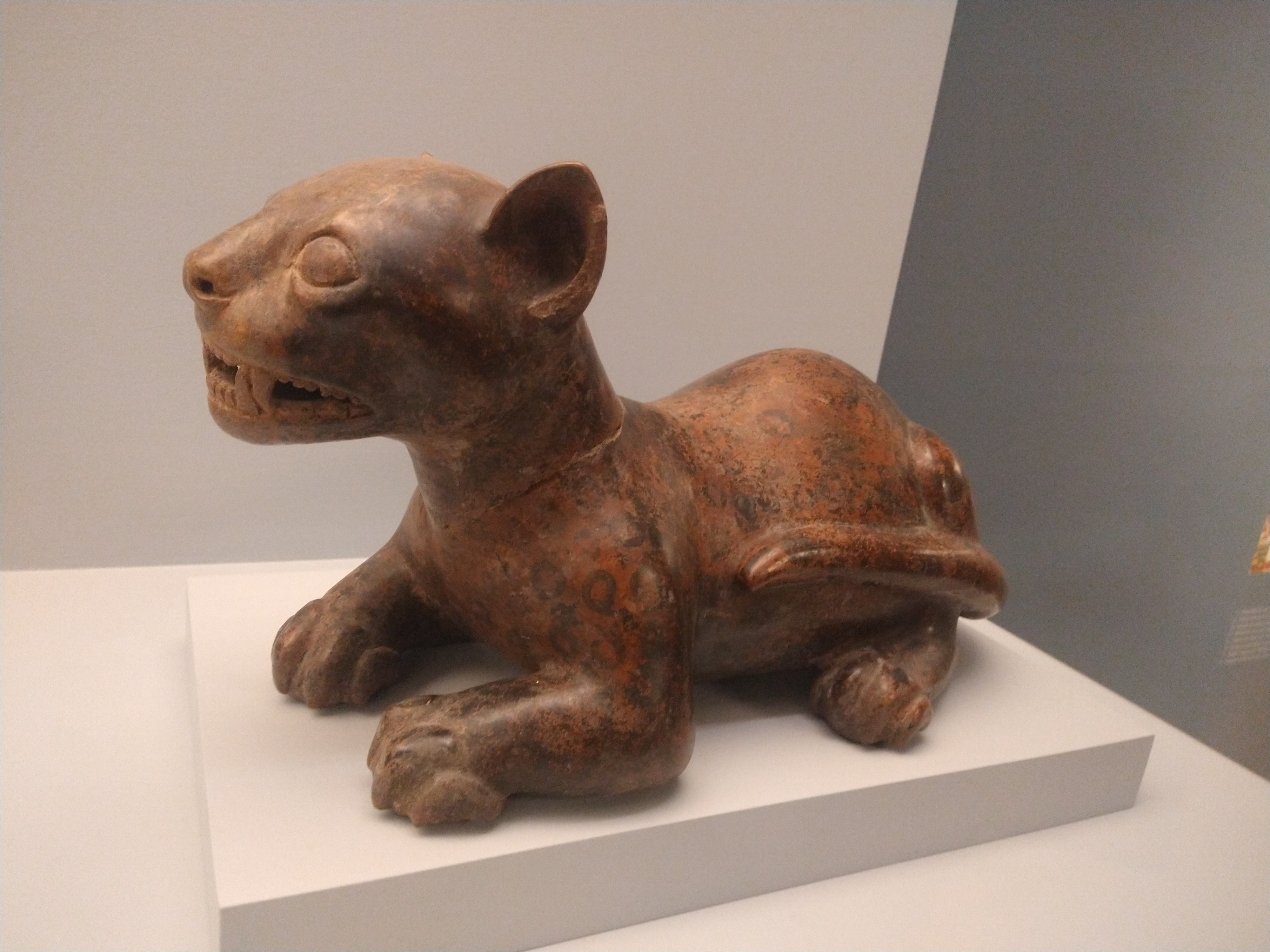
Jaguar au Museo Amparo.
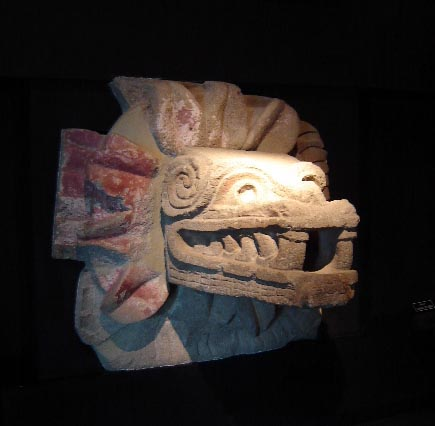
Serpent à plumes, Teotihuacan.
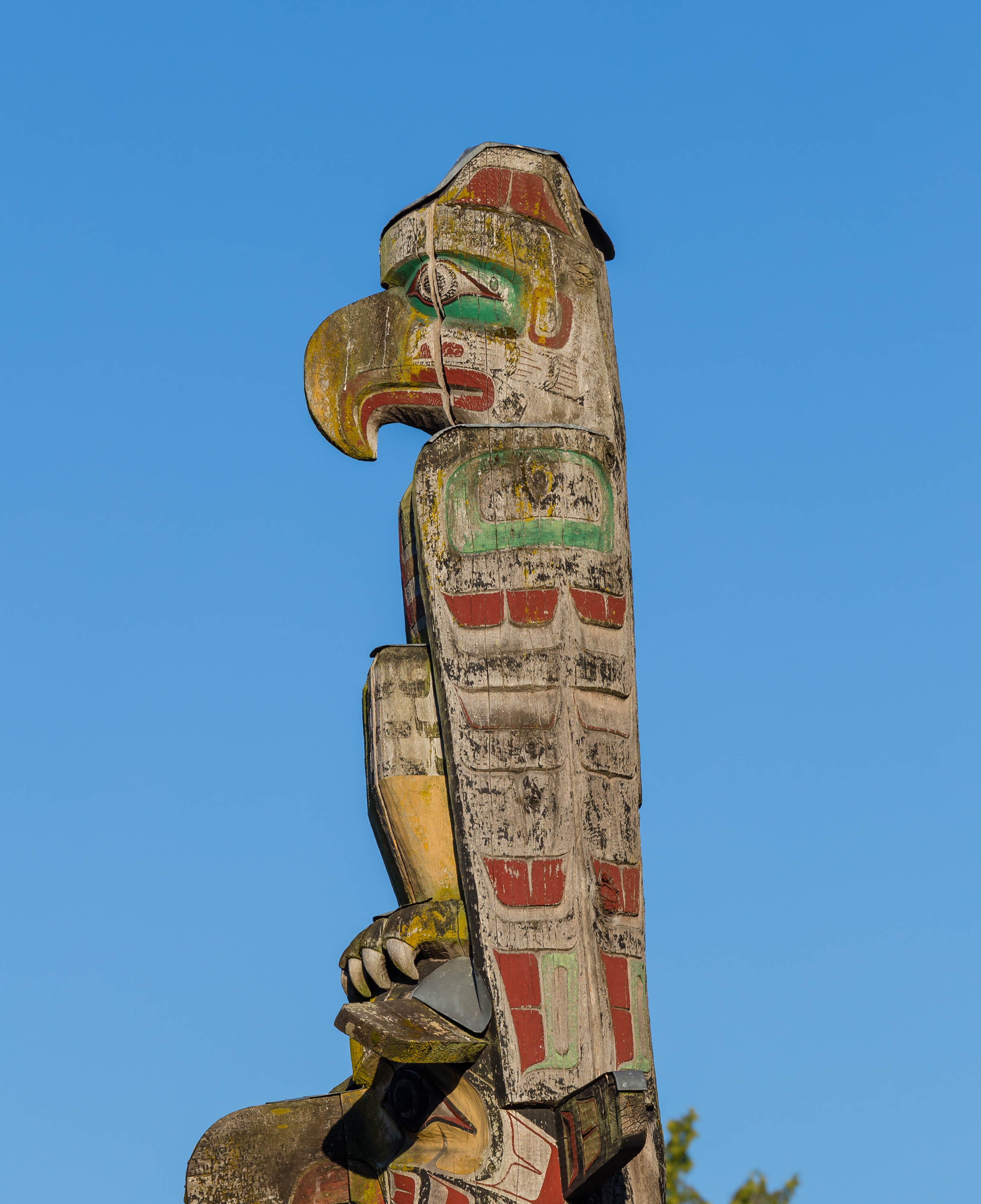
Totem amérindien figurant un rapace, Victoria, Colombie britannique, Canada

## Océanie

### Australie

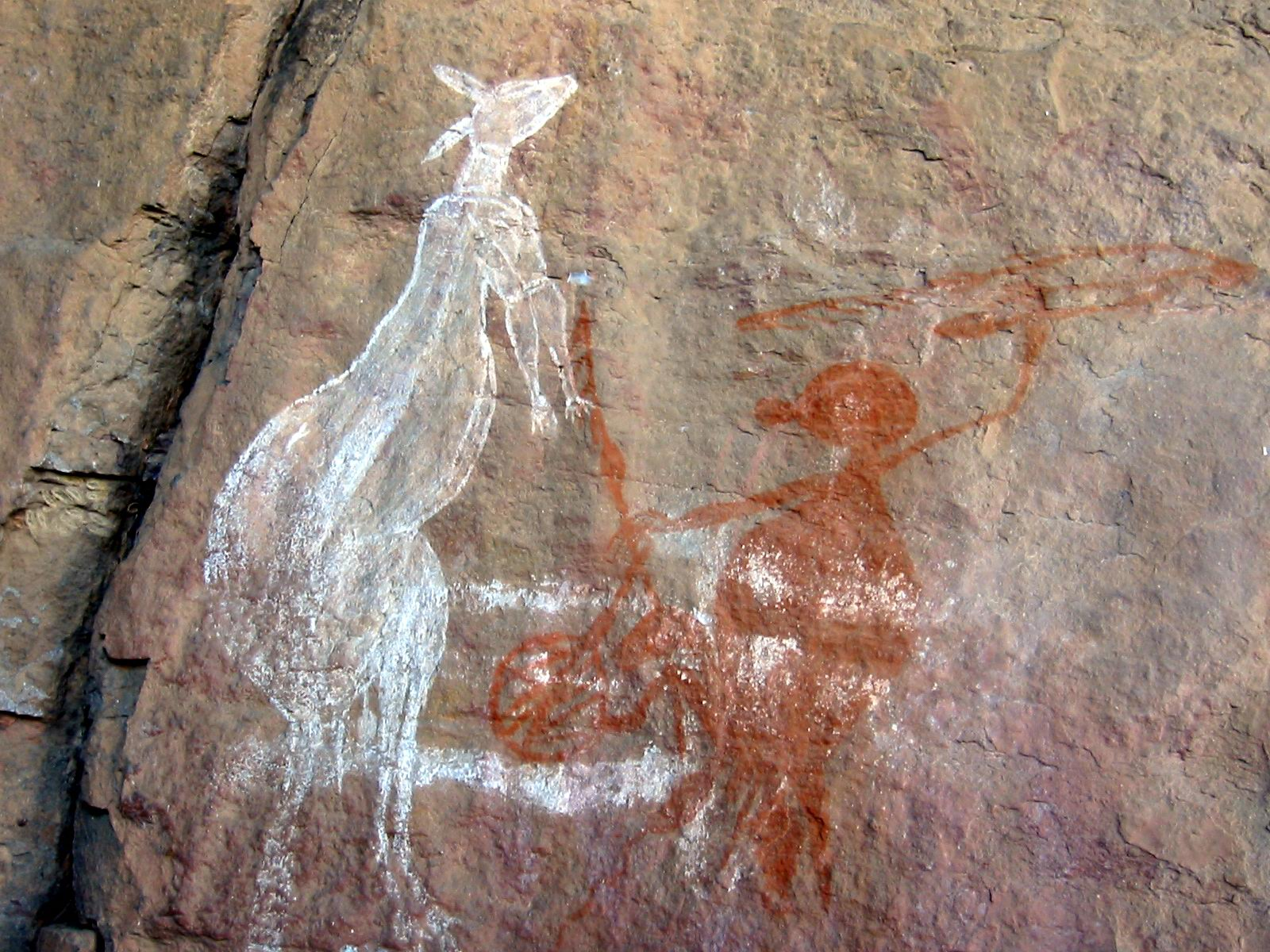
Chasse au kangourou, abri-sous-roche d'Anbangbang, Parc national de Kakadu.
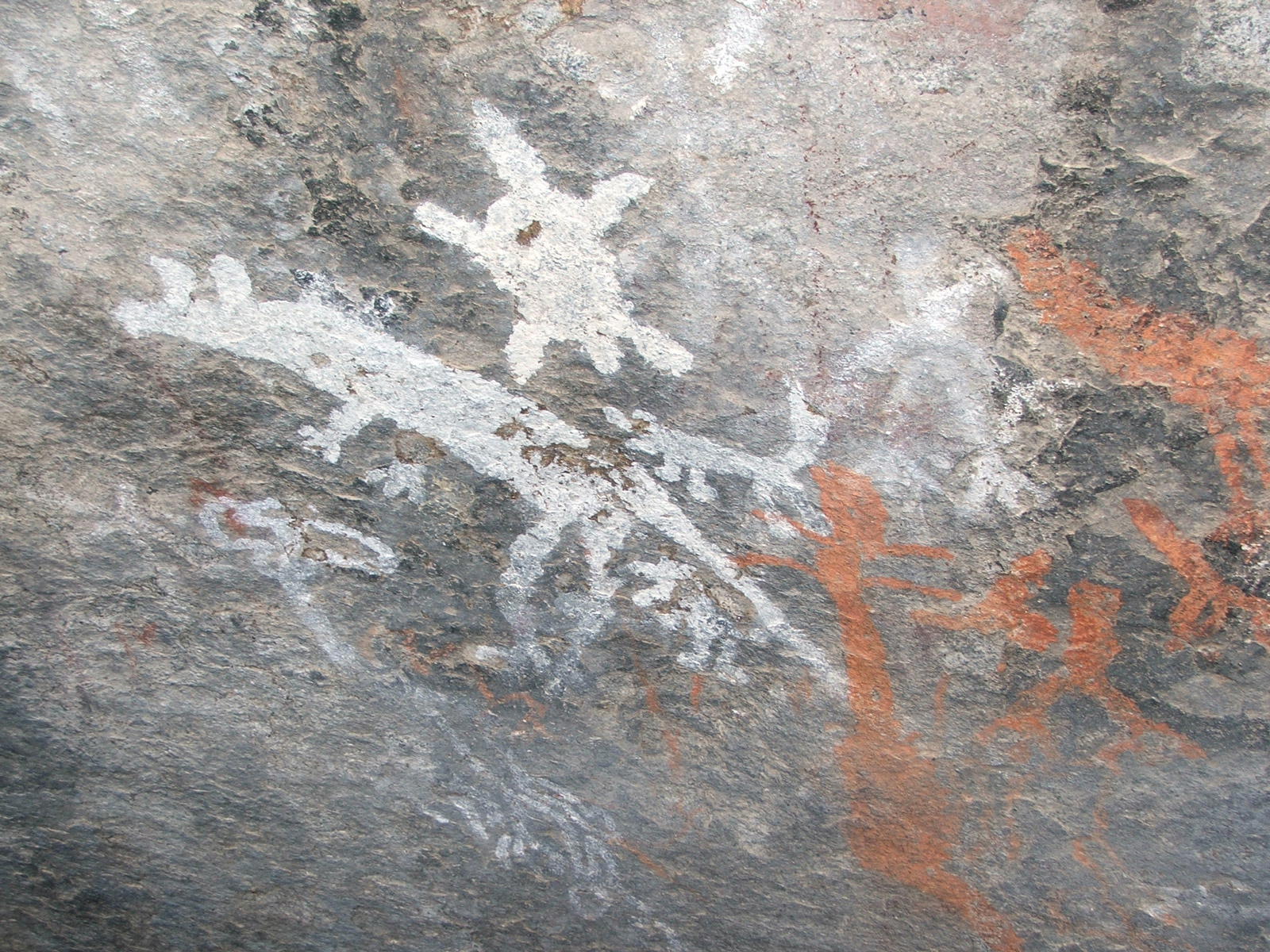
Divers animaux, Parc national de Namadgi.
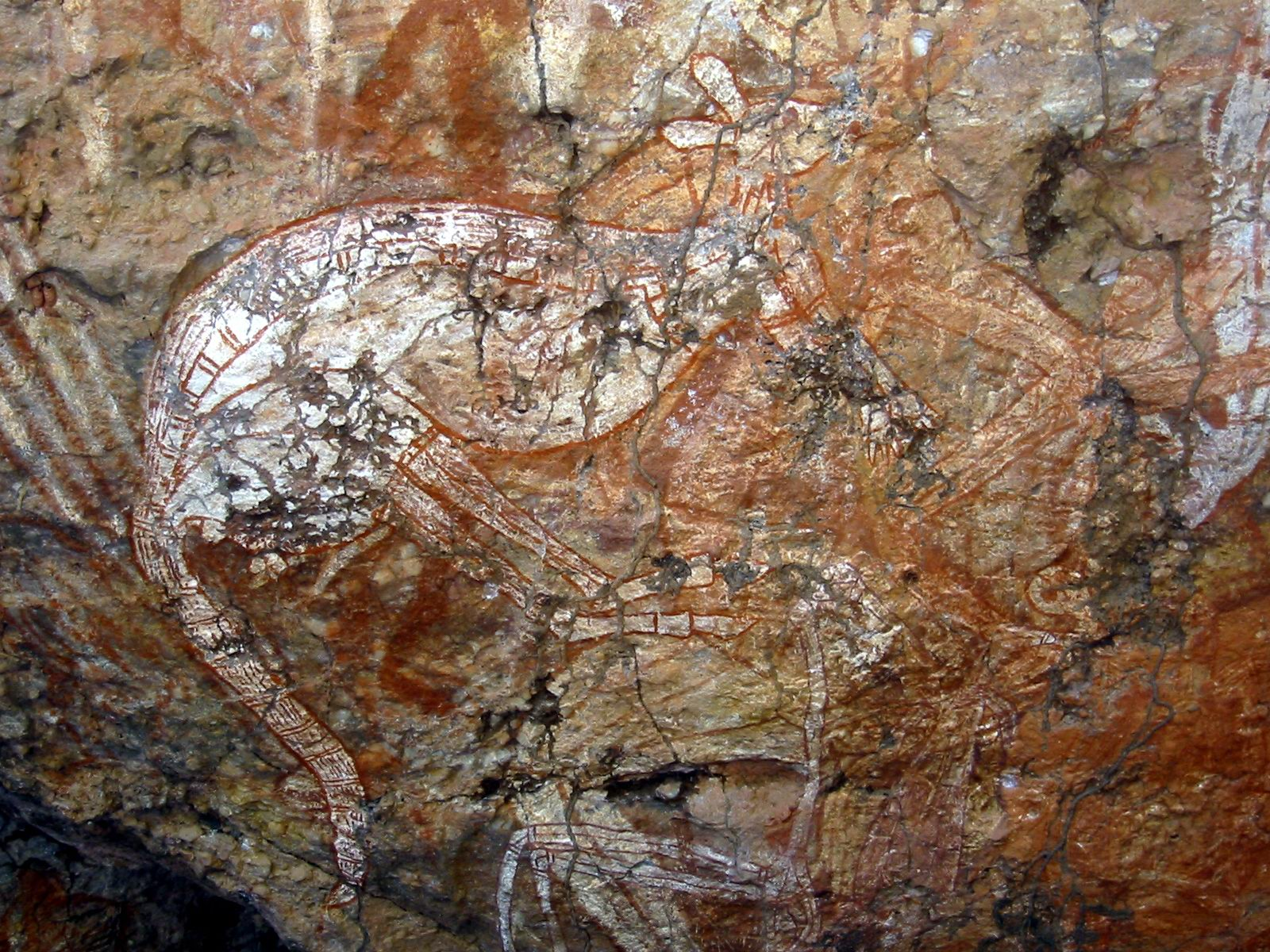
Kangourou, abri-sous-roche d'Anbangbang, Parc national de Kakadu.

## Art moderne et art contemporain

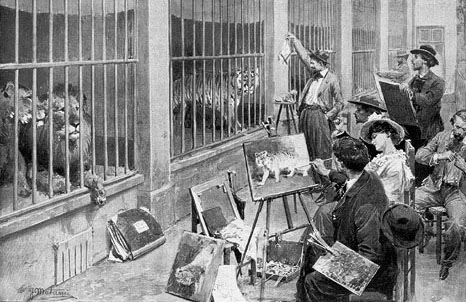
Artistes animaliers dessinant des fauves au Jardin des Plantes, 1902.
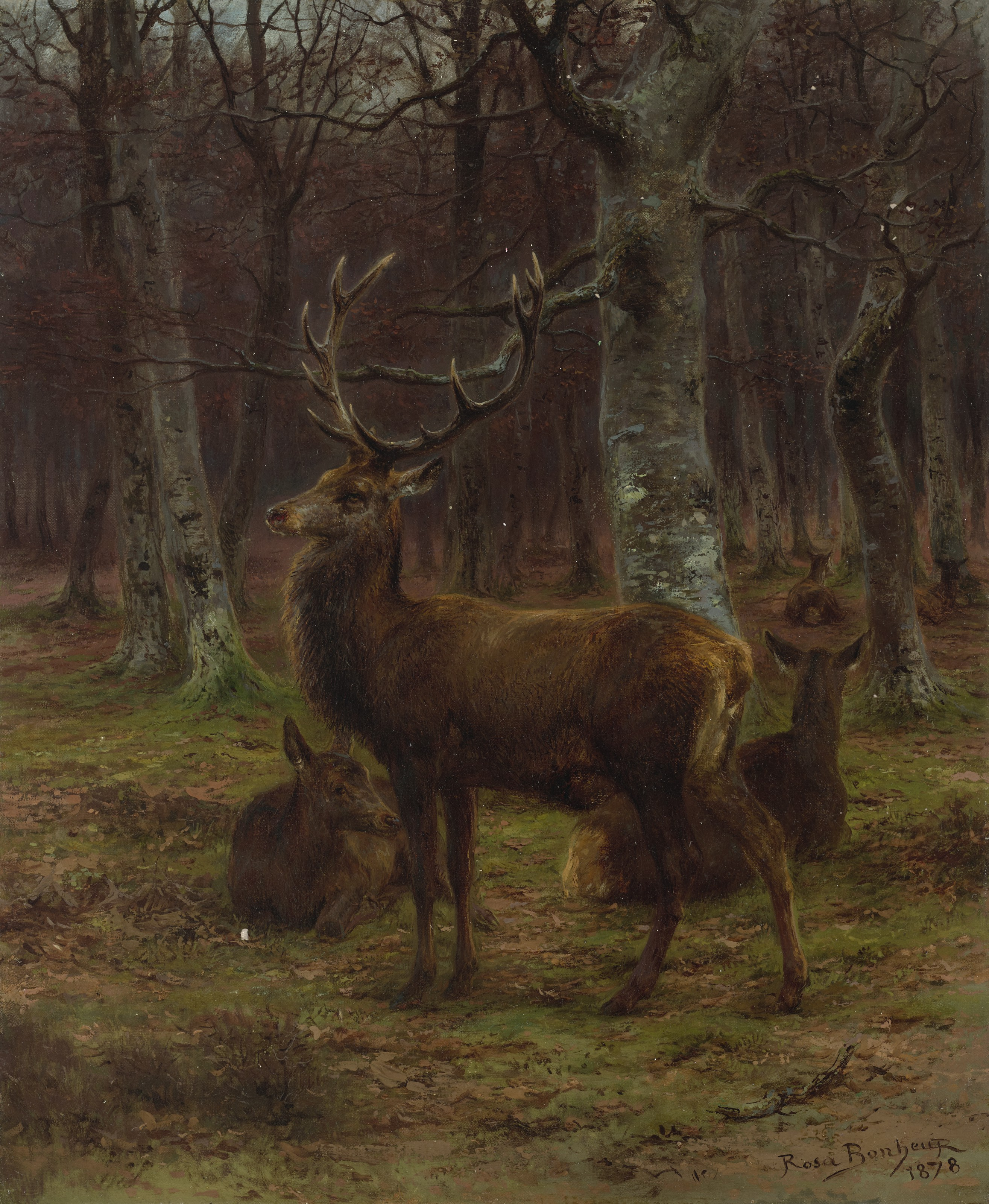
Cerf et biches, par Rosa Bonheur, 1878.
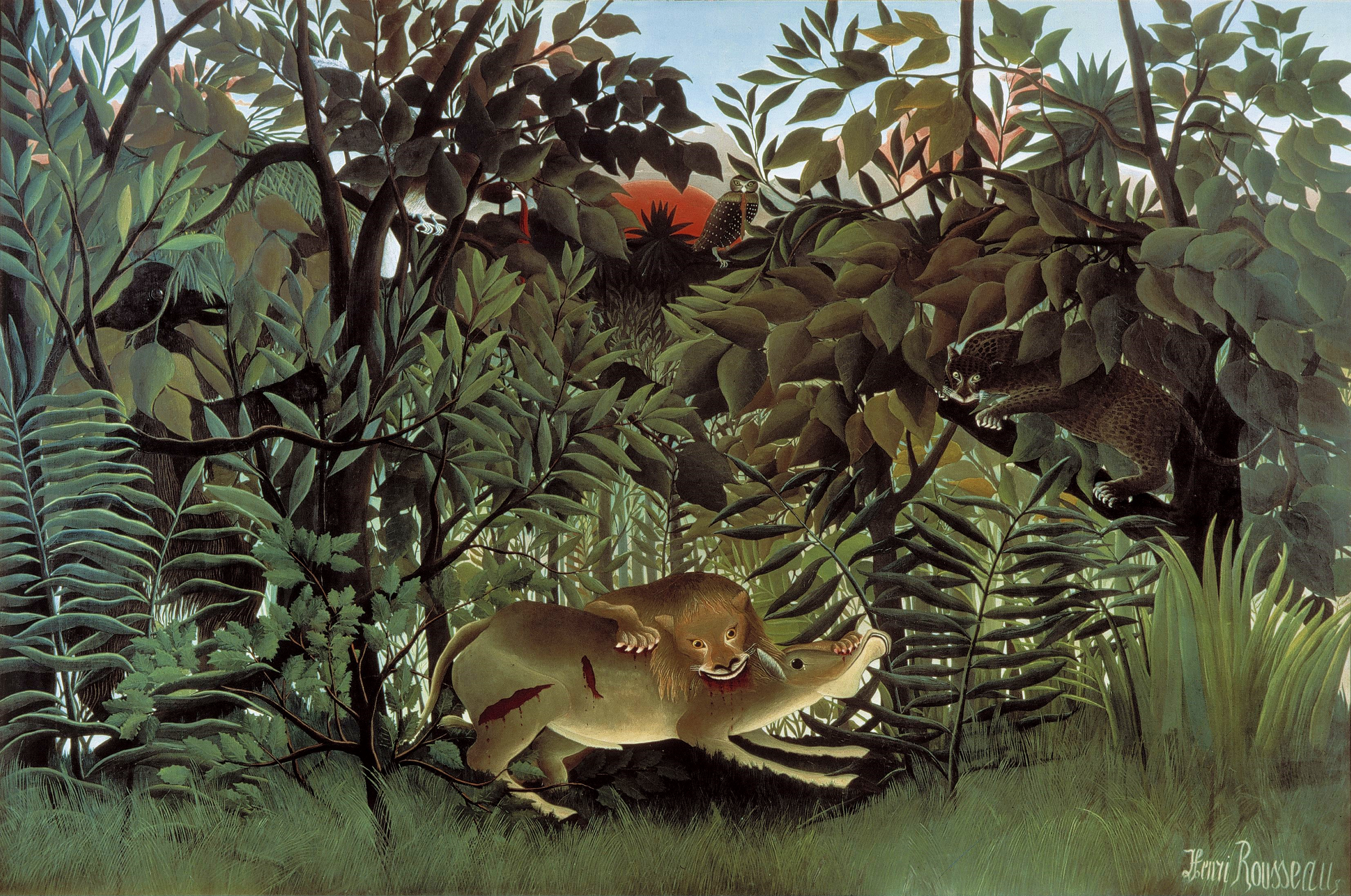
Le lion, ayant faim, se jette sur l'antilope, par Henri Rousseau.
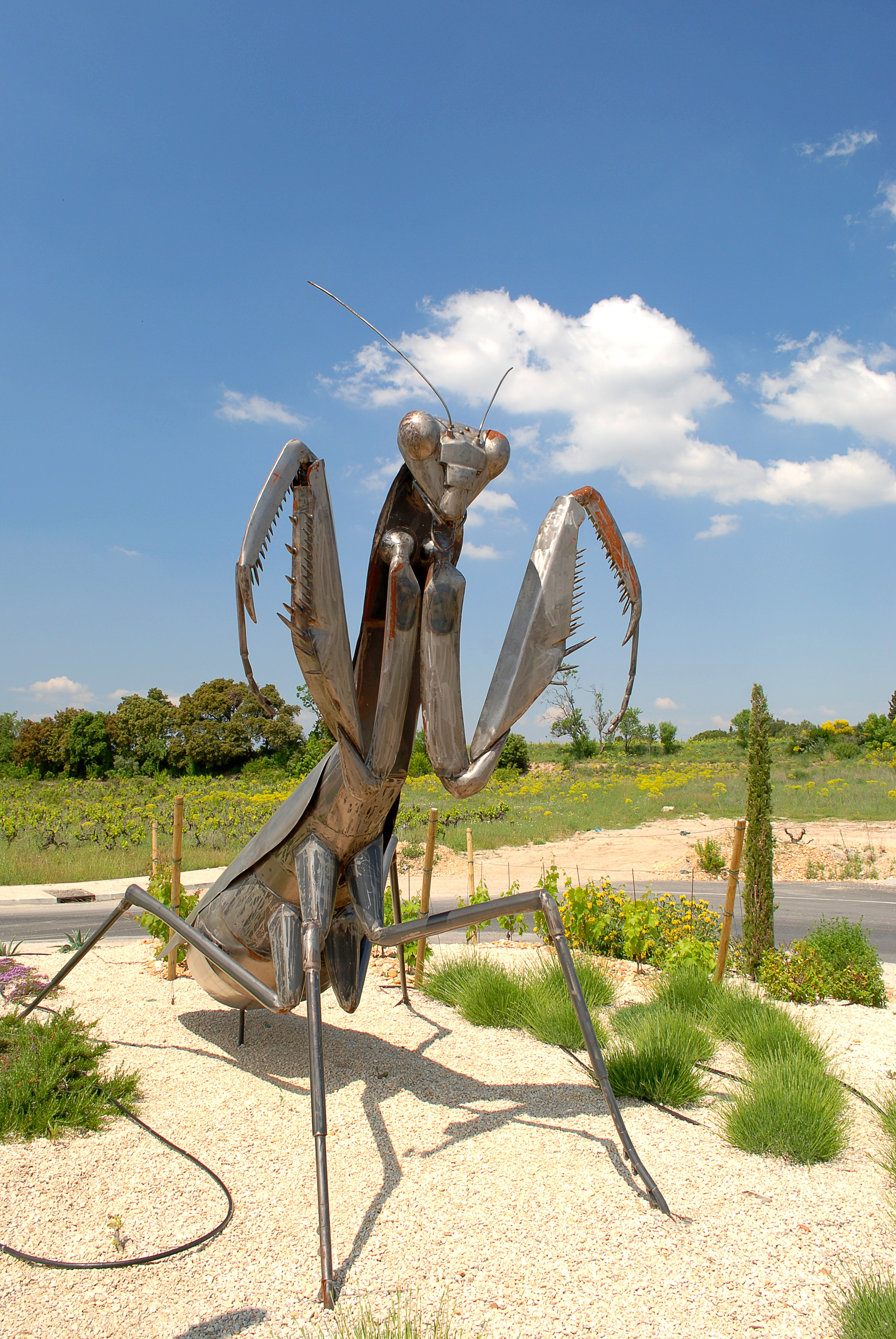
Sculpture de mante religieuse (Sérignan-du-Comtat).

## Illustration naturaliste

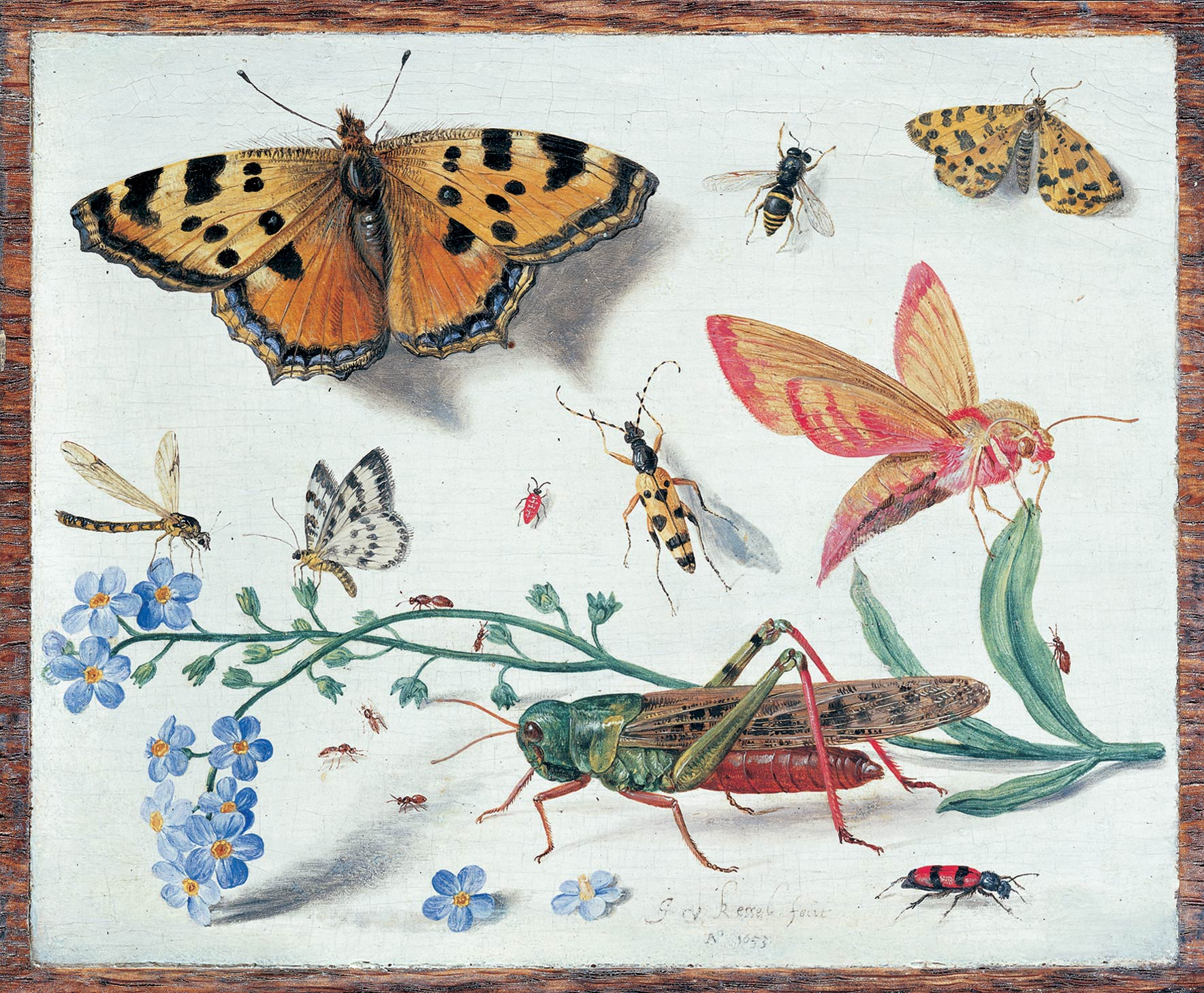
Quatre papillons dont une grande tortue et un sphynx, un orthopère, un brin de lin par Jan van Kessel, 1653.
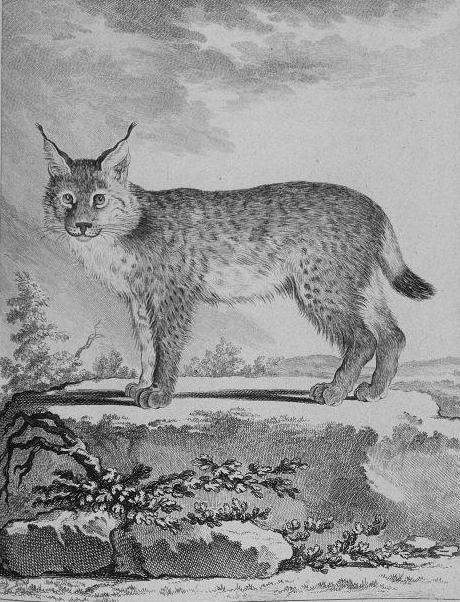
Lynx par Jacques de Sève, dans Histoire naturelle, générale et particulière.
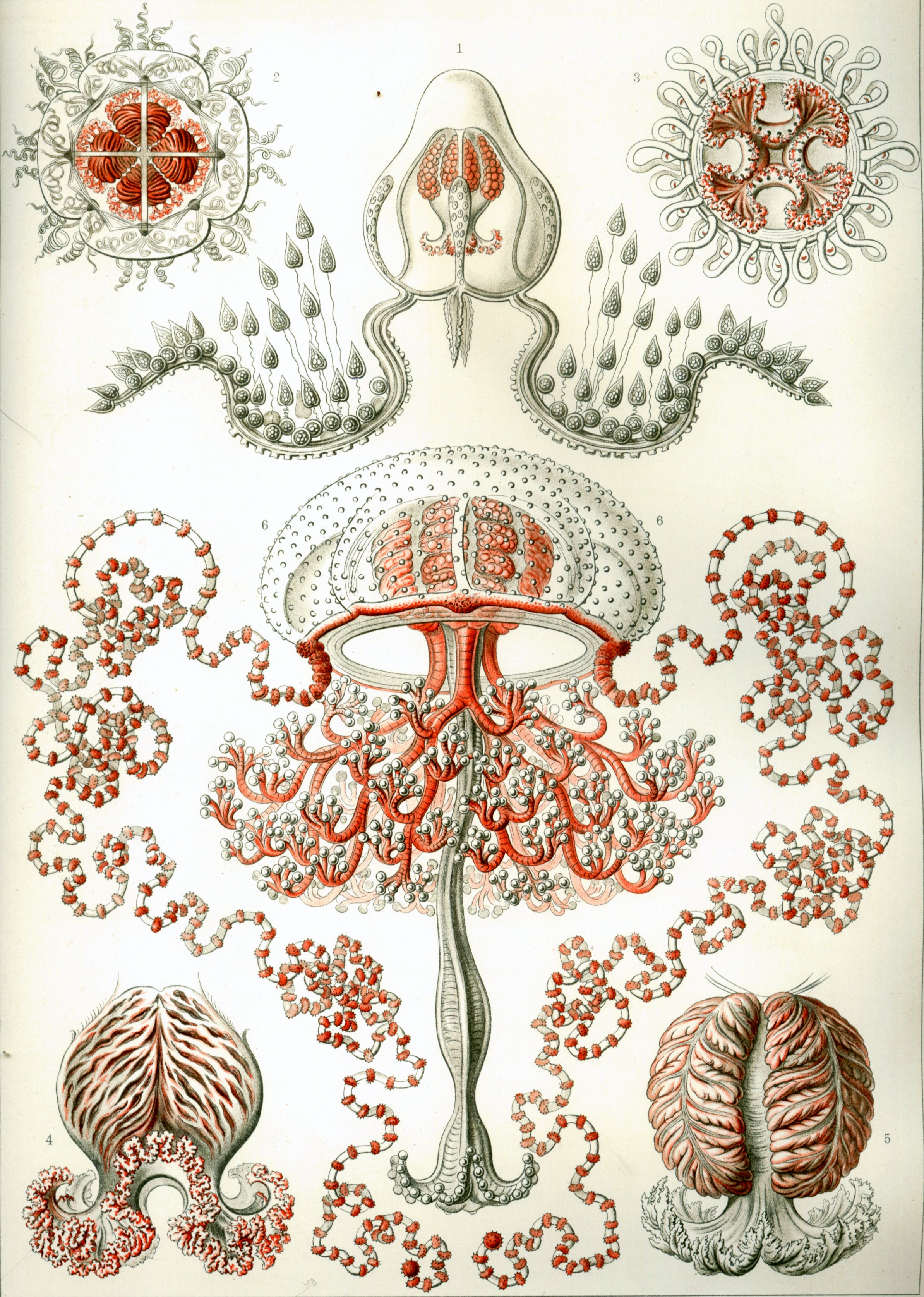
Anthoméduses par Ernst Haeckel dans Formes artistiques de la nature).
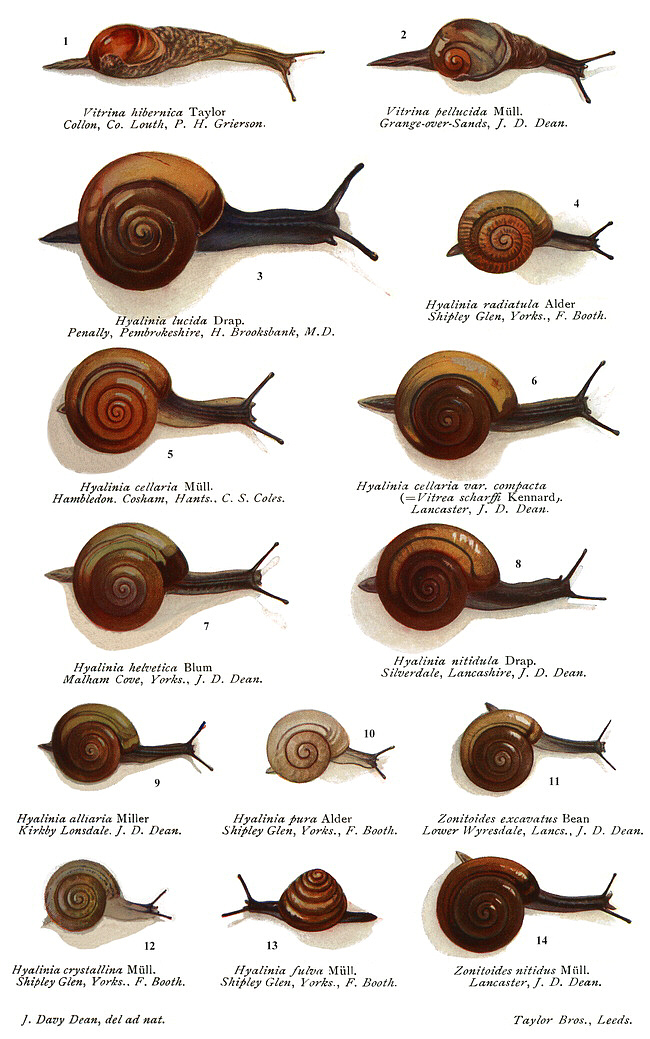
Gastéropodes par John William Taylor (en).

## Photographie animalière

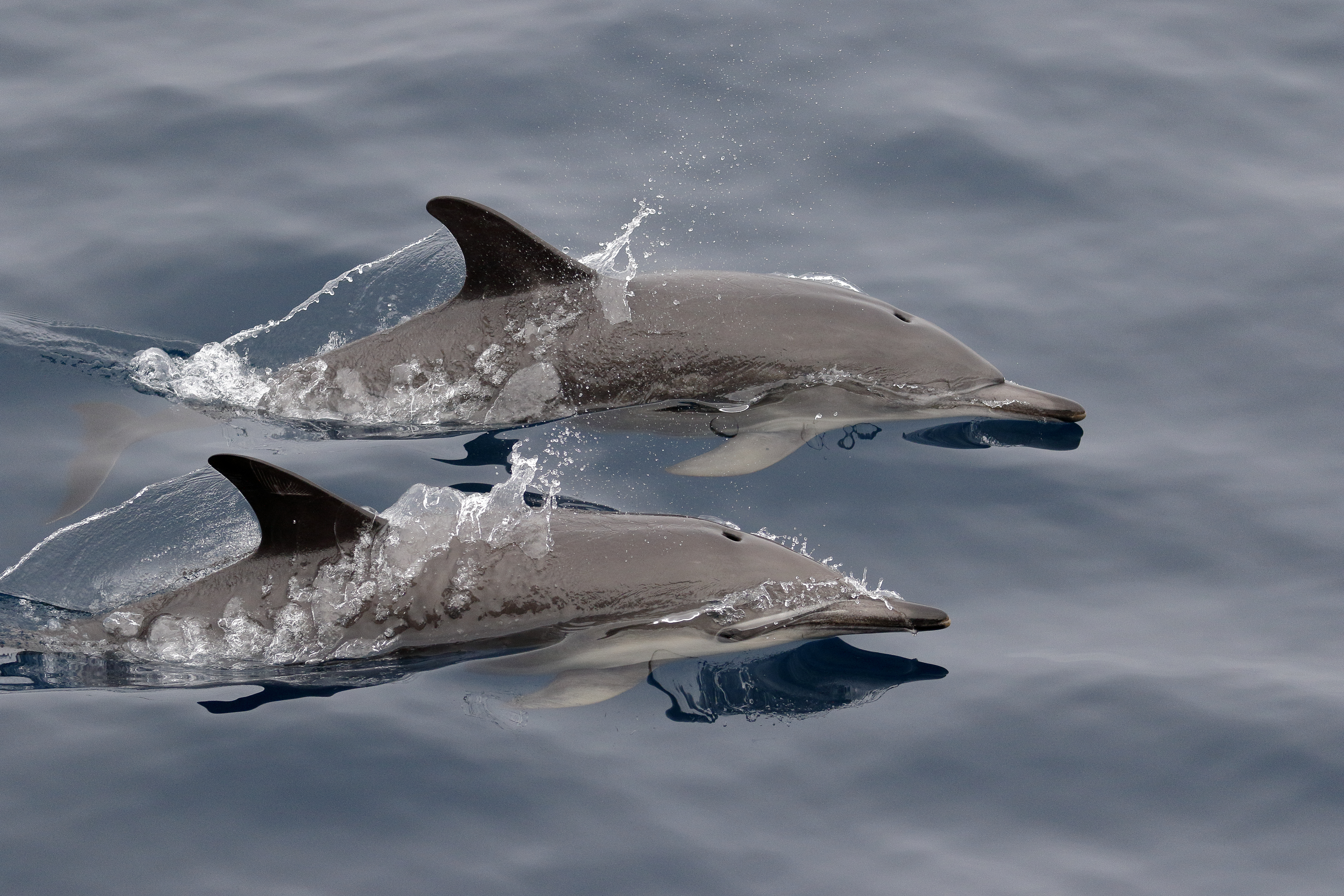
Dauphin commun à bec court
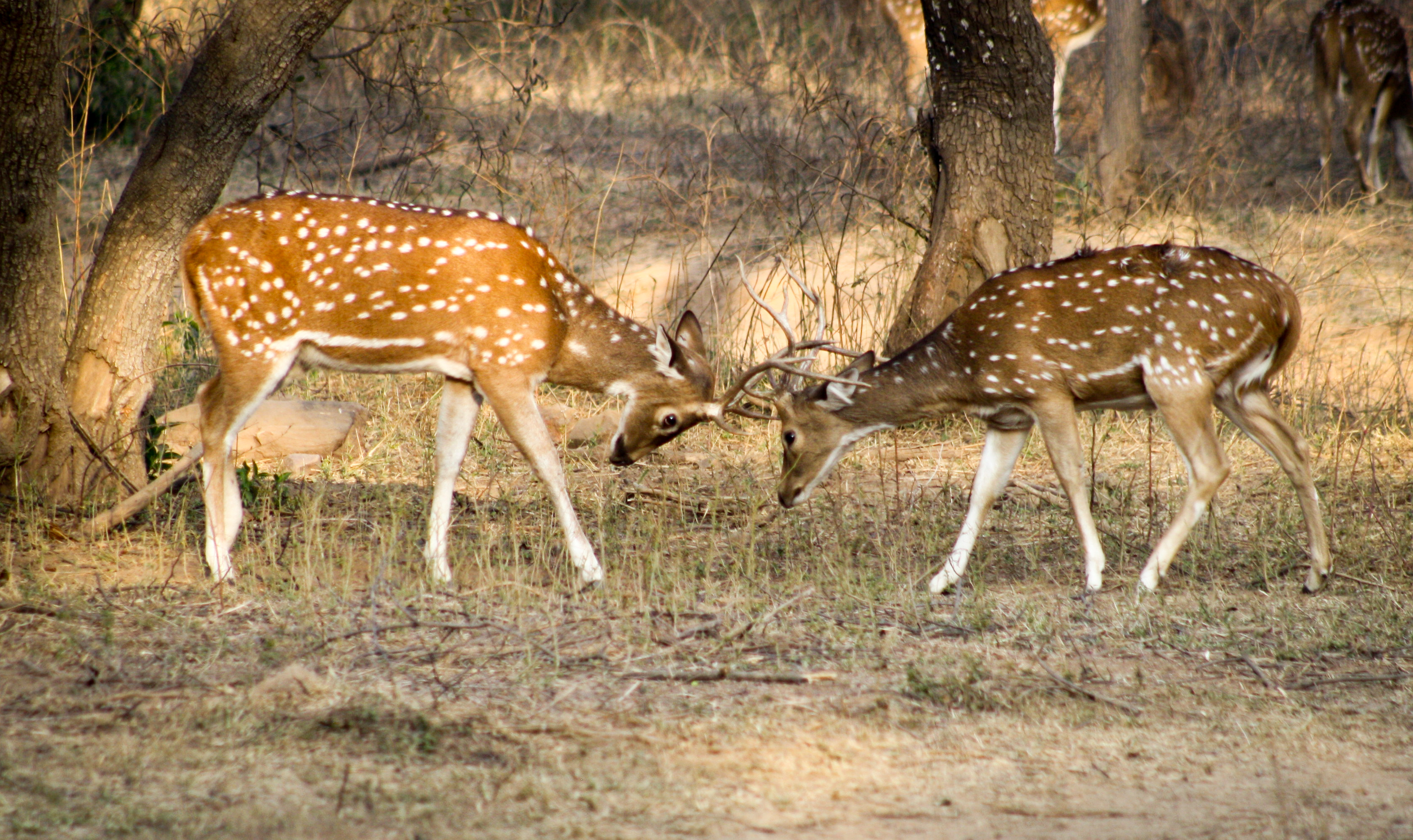
Cerf axis (Inde)
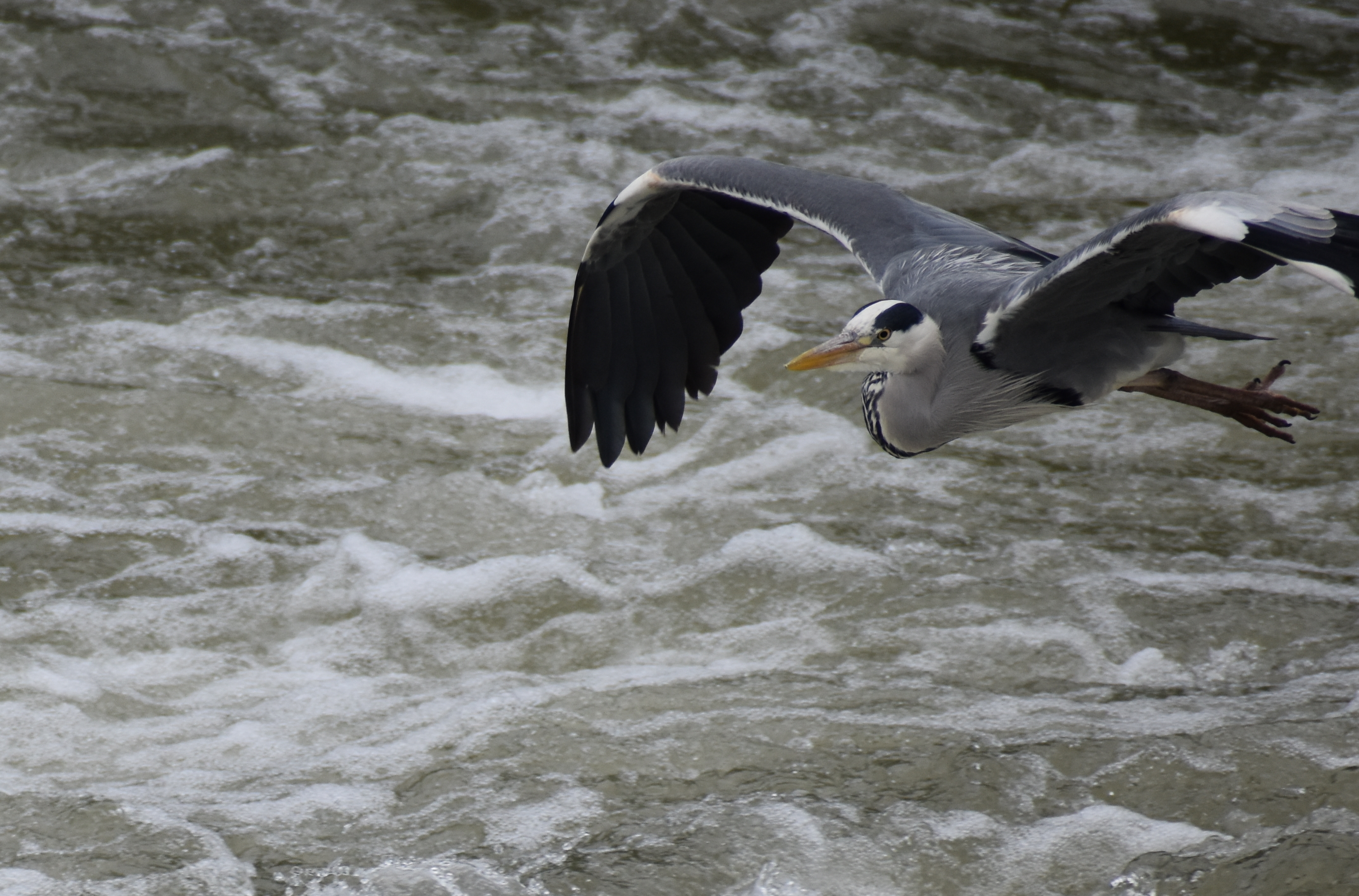
Héron cendré (France)

### Par animal
- Cheval dans l'art
- Éléphant dans l'art
- Lion dans l'art
- Papillons dans l'art